# Linux Mint
Ne doit pas être confondu avec MiNT.
Linux Mint est un système d'exploitation GNU/Linux créé en 2006 à partir d'Ubuntu, lui-même basé sur Debian. Il est conçu pour s'installer sur les ordinateurs individuels au même titre que Windows.  
Lancé par le Français Clément Lefèbvre, le projet est actuellement porté par l'équipe de Linux Mint.  Sa devise en anglais est « From freedom came elegance », ce qu'on peut traduire par : « De la liberté vint l'élégance ». 
La philosophie de Mint est de créer un système « moderne, élégant et confortable, à la fois puissant et facile d'utilisation ».  Mint est une des distribution Linux les plus populaires. Simple à installer, fiable, elle est souvent conseillée au grand-public. 

## Histoire de Linux Mint

### Des débuts dans l'ombre
La première version de Linux Mint est apparue en août 2006 sous le nom de code « Ada ». Cette version était basée sur la distribution Kubuntu. En décembre 2006, soit trois mois plus tard, sort la version 2.0 nommée « Barbara », cette version sera la première basée directement sur Ubuntu, laquelle utilise l'environnement de bureau GNOME 2.
Le prochain changement majeur survient en juin 2007 lors de la sortie de la version 4 nommée « Daryna ». En effet, la distribution adopte le même cycle de sortie que celui d'Ubuntu, c'est-à-dire une nouvelle version tous les six mois. Auparavant, les délais de sortie des versions étaient inégaux et de trois mois maximum.
À partir de décembre 2008 et la sortie de la version 6 nommée « Felicia », Linux Mint est complètement basé sur la dernière version d'Ubuntu.
En 2010, Linux Mint crée une autre version de sa distribution appelée « Linux Mint Debian Edition » (LMDE en abrégé). Celle-ci est basée sur la distribution Debian et non plus Ubuntu (qui est elle-même basée sur Debian). C'est une version parallèle à la version classique, moins orientée grand public.

### Popularisation de la distribution
En 2011, GNOME passe en version 3. Cette évolution a soulevé de nombreuses critiques au sein de la communauté du libre, notamment à cause de la nouvelle interface GNOME Shell, celle-ci étant jugée trop compliquée et peu pratique.
Afin de répondre aux nombreuses déceptions des utilisateurs de GNOME Shell et Unity, Linux Mint décide de développer sa propre interface, Cinnamon. Basée sur GNOME 3, celle-ci se veut simple d'utilisation et s'inspire des systèmes traditionnels en reprenant le concept de la barre des tâches et du menu démarrer. D'autre part, Linux Mint choisit de soutenir l'interface MATE, basée sur la dernière version de GNOME 2 : moins puissante, celle-ci permet d'être utilisée sur des ordinateurs à configuration modeste. En test depuis 2011, ces deux nouveaux environnements de bureau sont implémentés par défaut en mai 2012 lors de la sortie de la version 13 (Maya).
De même, le thème de Linux Mint a été sujet à débat et à évolution afin de coller aux nouvelles attentes esthétiques des utilisateurs. Selon Clément Lefèbvre, le fondateur de la distribution :

« La mode est au brillant et aux interfaces minimalistes/chic … et dire que le Mac n'a eu aucune influence là-dedans serait ridicule. Cette mode est également suivie par Ubuntu (je pense que c'est clair pour tout le monde maintenant) et Microsoft Windows : cela reflète simplement la demande et la popularité de ce genre d'esthétique. L'ordinateur devient un équipement ménager et son esthétique doit suivre la tendance du moment. Mint a un pas d'avance dans cette direction, et, que cela soit du fait d'une influence d'Apple ou non, n'a pas vraiment d'importance. Nous pensons que c'est la chose à faire. »

— Clément Lefèbvre
En 2012, la nouvelle version de GNOME (3.6) continue de décevoir certains membres de la communauté du libre. Clément Lefebvre qualifiera cette nouvelle version de « catastrophe ».  En mai 2012, la nouvelle version de Linux Mint 13 (Maya) supprime donc certaines fonctionnalités jugées superflues sur le gestionnaire de fichiers Nautilus. Dès la version suivante (Linux Mint 14), ce dernier sera remplacé par un nouveau gestionnaire de fichiers nommé Nemo, basé sur Nautilus 3.4.
La version CD de Linux Mint est abandonnée[Quand ?]. Clément Lefebvre : « Si vous voulez utiliser Linux Mint comme il a été prévu et destiné à l'être, vous devez vous procurer l'édition DVD. L'édition DVD n'est pas Linux Mint + suppléments, c'est simplement Linux Mint ».
Le 21 février 2016, les développeurs de Linux Mint annoncent que leur site officiel a été attaqué par des pirates informatiques. La distribution en elle-même n'a pas été compromise, mais les pirates ont déposé sur le site des images infectées. Le forum a également été compromis, et la base de données des utilisateurs — comprenant courrier électronique, mot de passe et autres informations personnelles — aurait subi des fuites depuis début 2016.
Linux Mint a été de 2011 à 2017 la distribution Linux la plus recherchée sur le site DistroWatch,.
Selon le site Alexa, en 2019 Linux Mint est la distribution Linux la plus consultée sur Internet, après Ubuntu et devant Debian.

### Recherche de sources de revenus
En avril 2014 avec la version 17 (Qiana), Linux Mint modifie son calendrier de mises à jour. En effet les nouvelles versions, qui jusque-là sortaient tous les six mois, sortent désormais tous les deux ans. Avec des mises à niveau mineures qui sortiront tous les six mois :  17.1, 17.2, 17.3…
Depuis 2015, Linux Mint comprend un module pour Firefox (plus exactement une extension) nommé « Mint Search Enhancer », qui permet de signaler à divers moteurs de recherche quelle est l'origine (l'affilié) de l'utilisateur, afin de pouvoir prétendre à une rémunération par la technique de l'affiliation. Il tire ainsi parti du moteur de recherche personnalisé Google ainsi que d'autres moteurs de recherche. Clem (Clément Lefèbvre) informe par un message dans le blog Linux Mint de la mise en place de cette extension : « La raison pour laquelle nous avons remplacé Google par défaut par le moteur personnalisé est que ce dernier produit beaucoup de revenus, et que ce seul plug-in pourrait potentiellement faire de Linux Mint une entreprise qui embauche réellement des salariés à plein temps. En effet, la plus importante source de revenus pour Linux Mint ne provient pas des différents dons ni de la publicité sur le site Web, mais de la page d'accueil par défaut de Firefox. »

### Chronologie et évolutions des versions
Cette section ne s'appuie pas, ou pas assez, sur des sources secondaires ou tertiaires indépendantes du sujet. Le texte peut contenir des analyses inexactes ou inédites de sources primaires.
Pour l'améliorer, ajoutez-en, ou placez des modèles {{Source secondaire souhaitée}} ou {{Source secondaire nécessaire}} sur les passages mal sourcés. (juin 2023)

#### Linux Mint 1 "Ada"

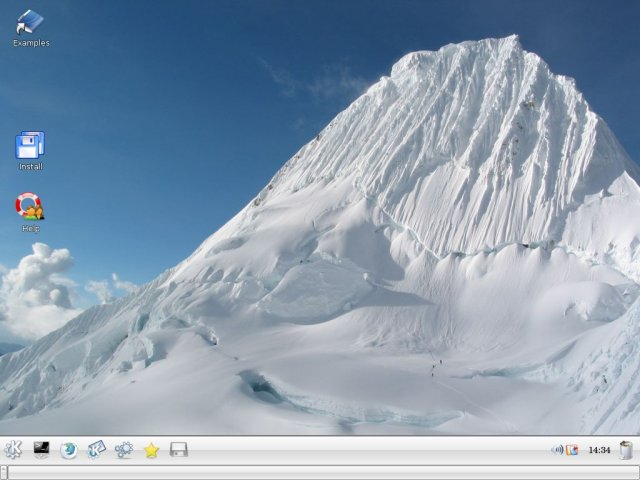
Linux Mint 1 "Ada".

Première version de Linux Mint, elle est sortie en août 2006. C'est une version bêta.
Elle est basée sur Kubuntu 6.04, KDE 3.5.0 et le noyau Linux 2.6.16.
Cette version a pour vocation d'être la base pour la version finale Linux Mint 2.

#### Linux Mint 2 "Barbara"

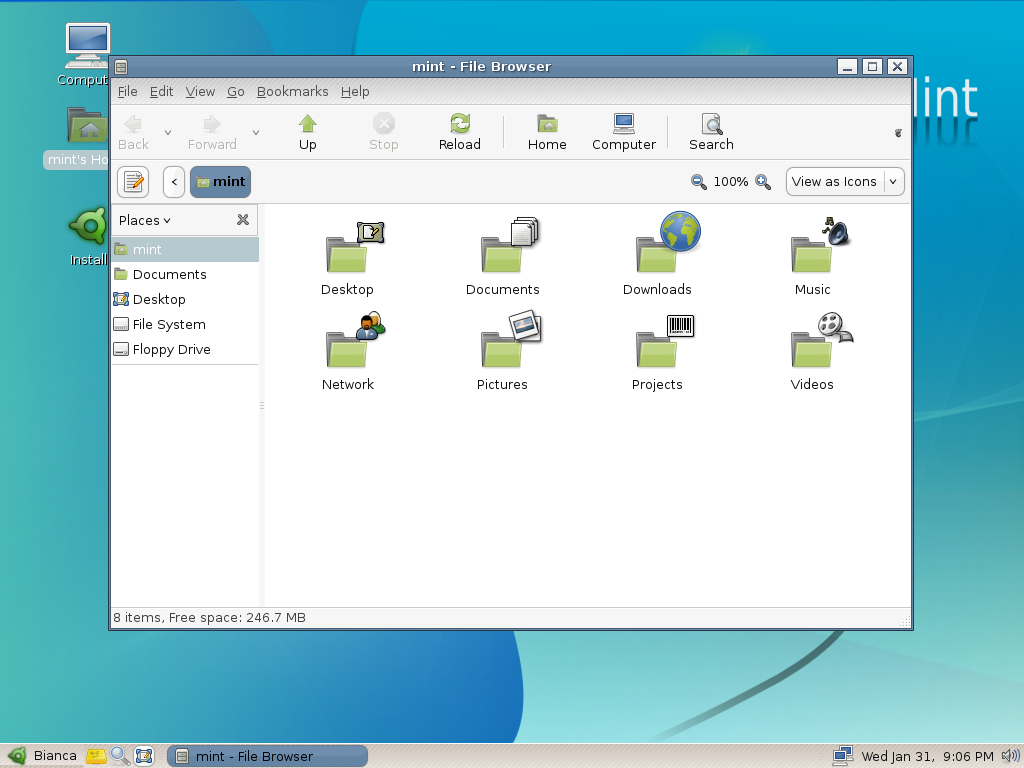
Linux Mint 2.2 "Bianca".

Elle est sortie le 13 novembre 2006. C'est la première version de la distribution basée sur Ubuntu et Gnome 2.
Plus exactement sur: Ubuntu 6.10, Gnome 2.16.1 et le noyau Linux 2.6.17.
Elle voit notamment apparaître les plugins Macromedia Flash 9 bêta, Sun Java 1.5 Update 9 et RealPlayer. Ceci lui permet de lire nativement les fichiers MP3 et DivX.
Notons aussi l'apparition du logiciel Amarok en version 1.4.4.

##### | 2.1 "Bea"
Mise à jour de la version 2, elle est sortie le 20 décembre 2006.
Elle voit l'arrivée de deux nouvelles applications, OpenOffice.org et XChat Gnome, ainsi qu'un meilleur support du Wi-Fi.
RealPlayer est remplacé par MPlayer, et unrar est inclus par défaut.

##### | 2.2 "Bianca"
Mise à jour de la version 2.1, elle est sortie le 20 février 2007.

#### Linux Mint 3 "Cassandra"

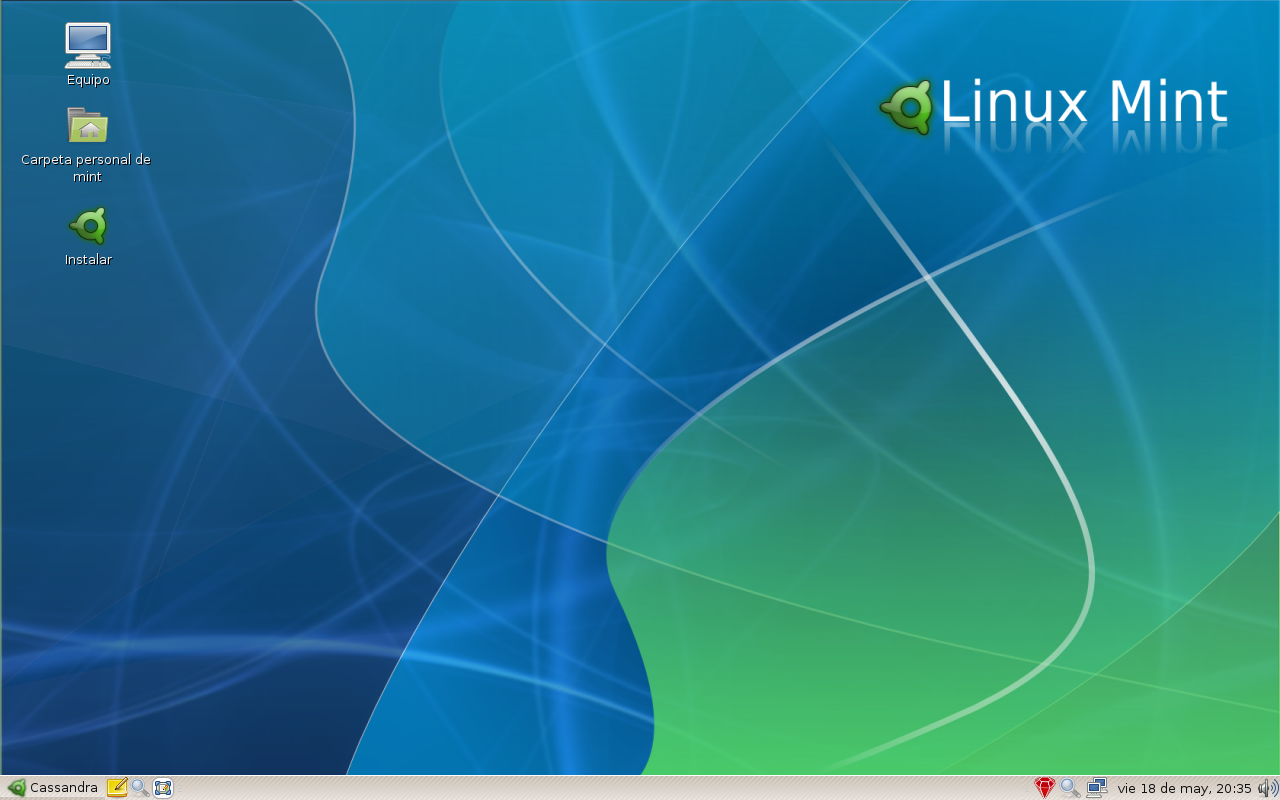
Linux Mint 3 "Cassandra".

Cette version est sortie le 30 mai 2007.
Elle est basée sur Ubuntu 7.04, Gnome 2.18 et le noyau Linux 2.6.20.
Elle inclut plusieurs nouveautés, de nouveaux effets, et un nouvel assistant de migration.
Au niveau logiciel, on voit l'apparition de OpenOffice.org 2.2, mais aussi la disparition de certains logiciels. Thunderbird remplace Evolution comme client de messagerie par défaut et Pidgin remplace Gaim. Sunbird et GIMP sont installés par defaut.
MintConfig est remplacé par le Gnome control center, et MintInstall remplace le Gnome application installer.
Le glisser-déposer est désormais supporté. Sun Java 6 remplace Sun Java 5. Compiz, Beryl et Emerald sont installés par defaut.

##### | 3.1 "Celena"
Il s'agit d'une mise à jour de Linux Mint 3. Cette version est sortie le 24 septembre 2007.
Elle voit l'apparition de mintassistant et de mintupload.

#### Linux Mint 4 "Daryna"

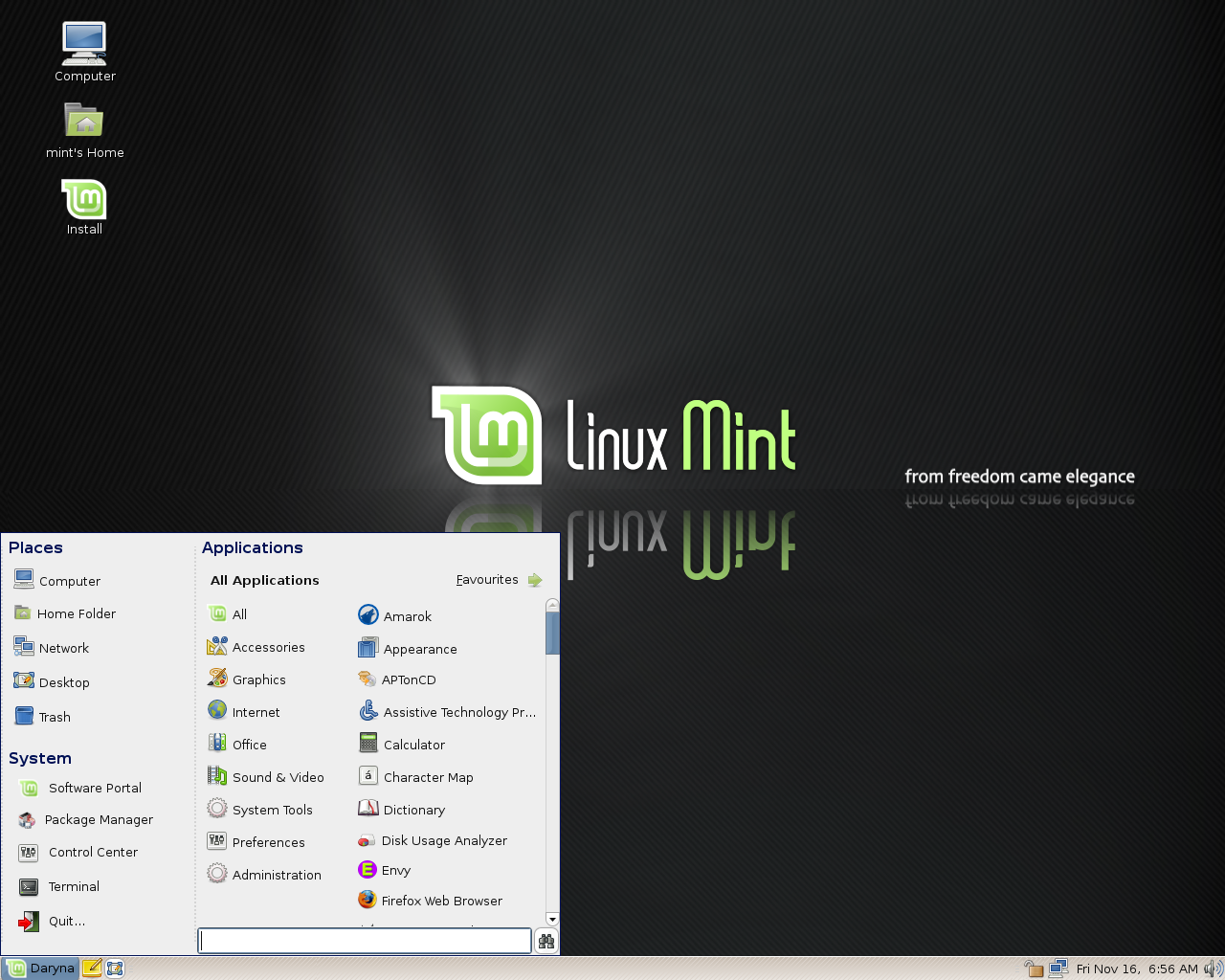
Linux Mint 4 "Daryna".

Sortie le 15 octobre 2007. Cette version se base sur Ubuntu 7.10.
C'est à partir de cette version que Linux Mint adopte le cycle d'ubuntu et sort une nouvelle version tous les six mois.

#### Linux Mint 5 LTS "Elyssa"

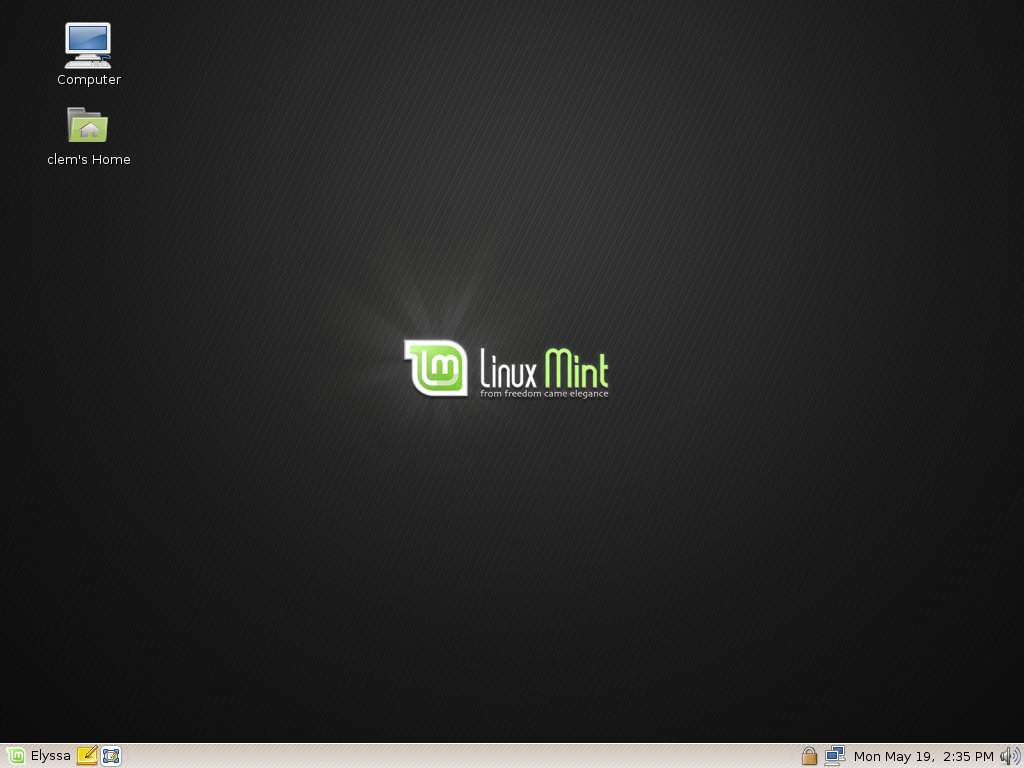
Linux Mint 5 "Elyssa".

Cette version est sortie le 8 juin 2008.
Elle se base sur Ubuntu 8.04.

#### Linux Mint 6 "Felicia"
Sortie le 15 décembre 2008.

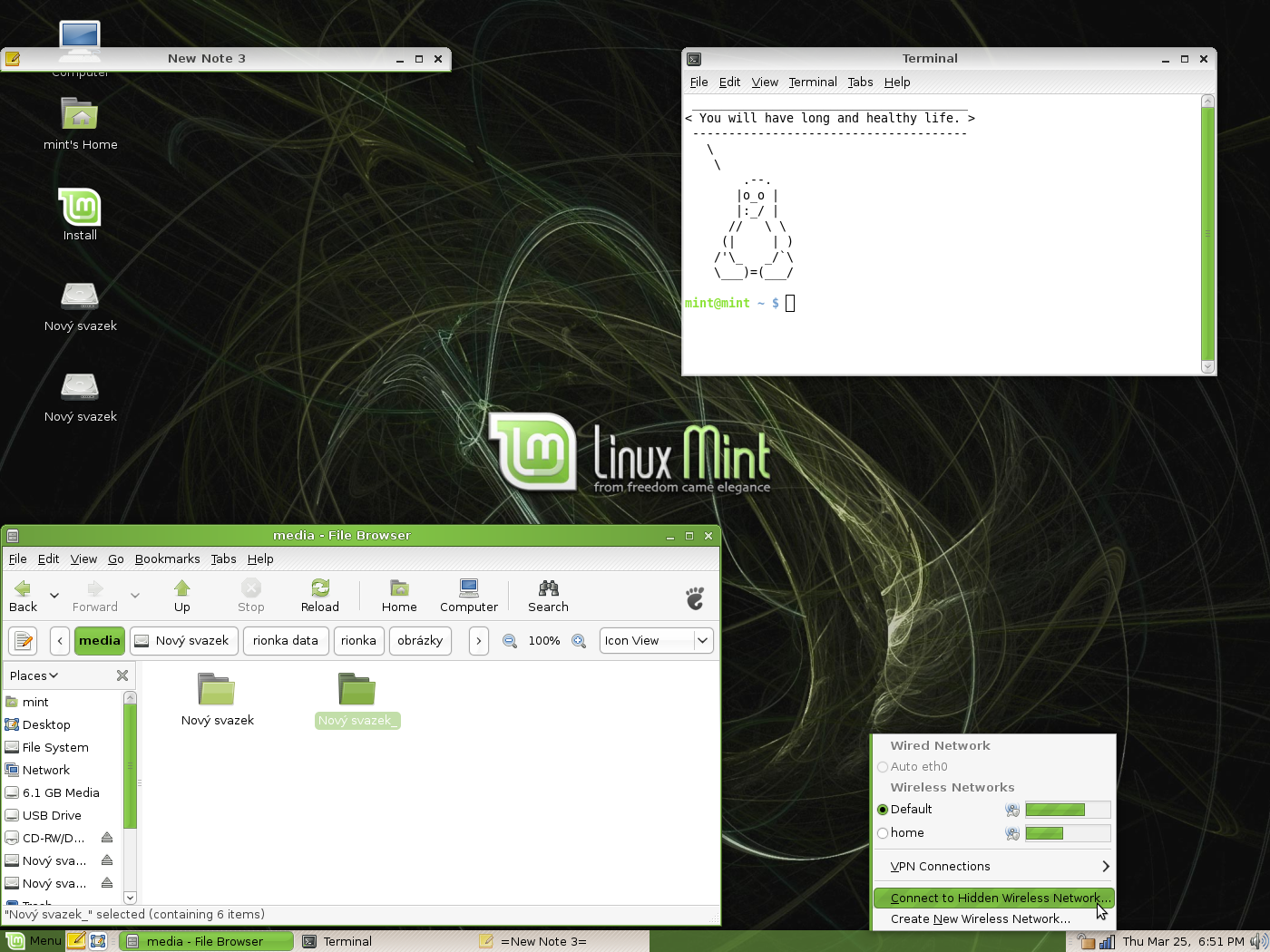
Linux Mint 6 "Felicia".

Cette version se base sur ubuntu 8.10.
Elle est la première à se baser complètement sur Ubuntu.

#### Linux Mint 7 "Gloria"

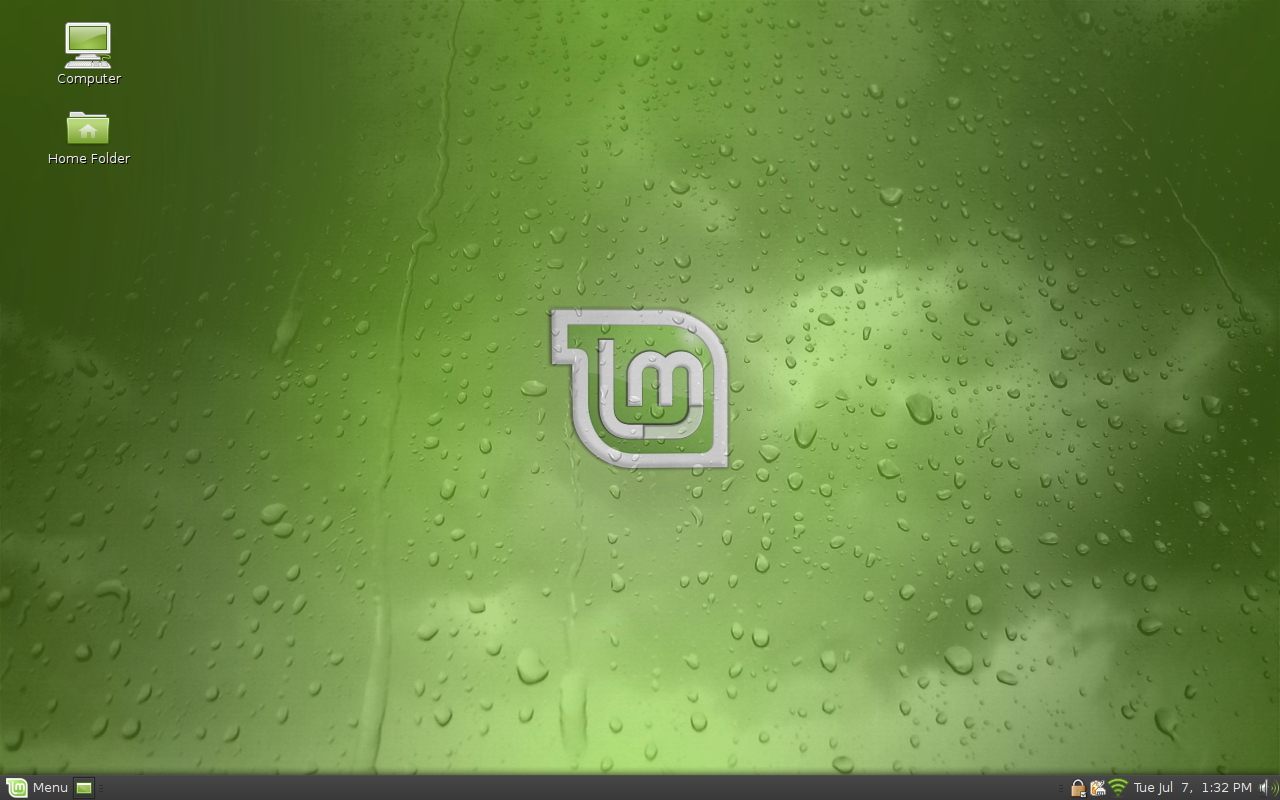
Linux Mint 7 "Gloria".

Cette nouvelle version est sortie le 26 mai 2009. Elle se base sur Ubuntu 9.04, Gnome 2.26 et le noyau Linux 2.6.28.
Cette version améliore certains bugs présents lors des versions précédentes. Elle ajoute quelques petites fonctions, comme l'apparition de la section « Logiciels les plus populaires » dans la logithèque.
La barre de recherche du menu principal est désormais plus intuitive et permet l'installation d'applications à la volée. On notera l'apparition de nouveaux raccourcis-clavier.

#### Linux Mint 8 "Helena"

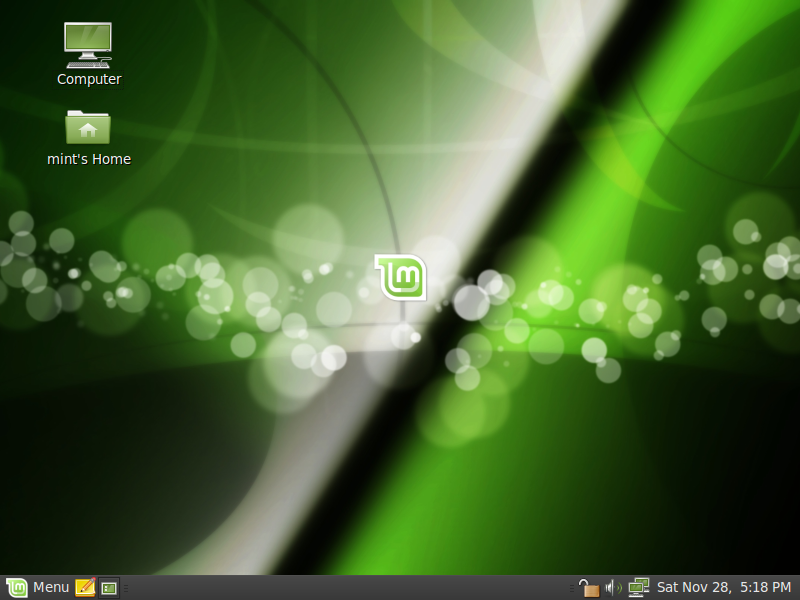
Linux Mint 8 "Helena".

Sortie le 28 novembre 2009, cette version est basée sur Ubuntu 9.10, Gnome 2.28 et le noyau Linux 2.6.31.
Plusieurs nouveautés font leur apparition, comme la personnalisation des raccourcis de la barre des menus vers certains dossiers spécifiques, ou encore le nouveau thème GnomeColor et le pack d'icônes Shiki.
Le gestionnaire de mises à jour est lui aussi amélioré esthétiquement. Notons l'apparition de la version OEM.

#### Linux Mint 9 LTS "Isadora"

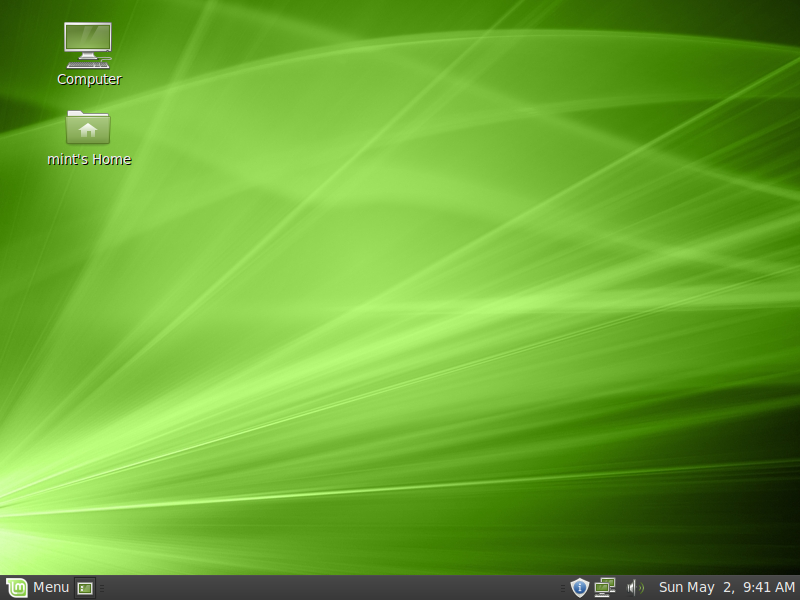
Linux Mint 9 "Isadora".

Cette version est sortie le 18 mai 2010.
Elle est basée sur Ubuntu 10.04.

#### Linux Mint 10 "Julia"

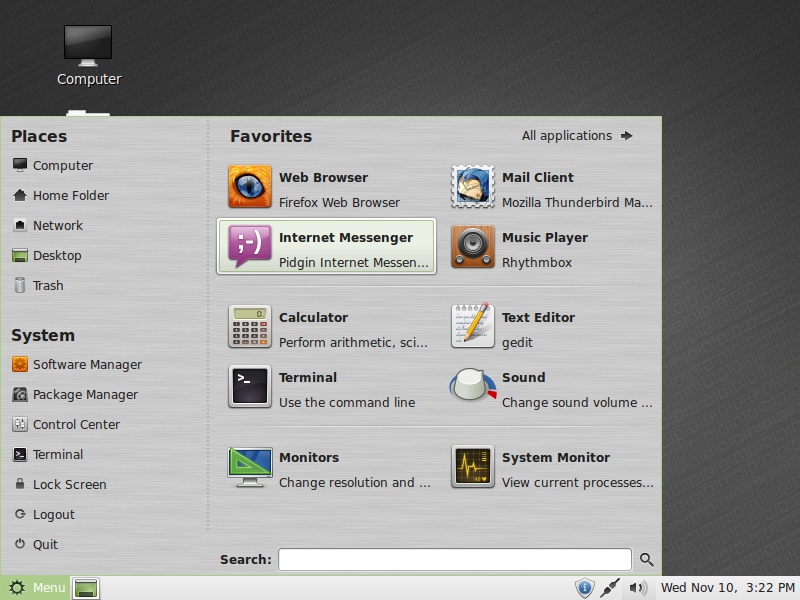
Linux Mint 10 "Julia".

Cette version est sortie le 12 novembre 2010. Elle voit l'apparition de l'édition LXDE.
Elle se base sur: Ubuntu 10.10, Gnome 2.30 et le noyau Linux 2.6.35.
Elle inclut par défaut les logiciels Firefox 3.6.13, Thunderbird 3.1.7, AbiWord 2.8.6, VLC 1.1.4, ainsi que Transmission 2.04.

#### Linux Mint 11 "Katya"

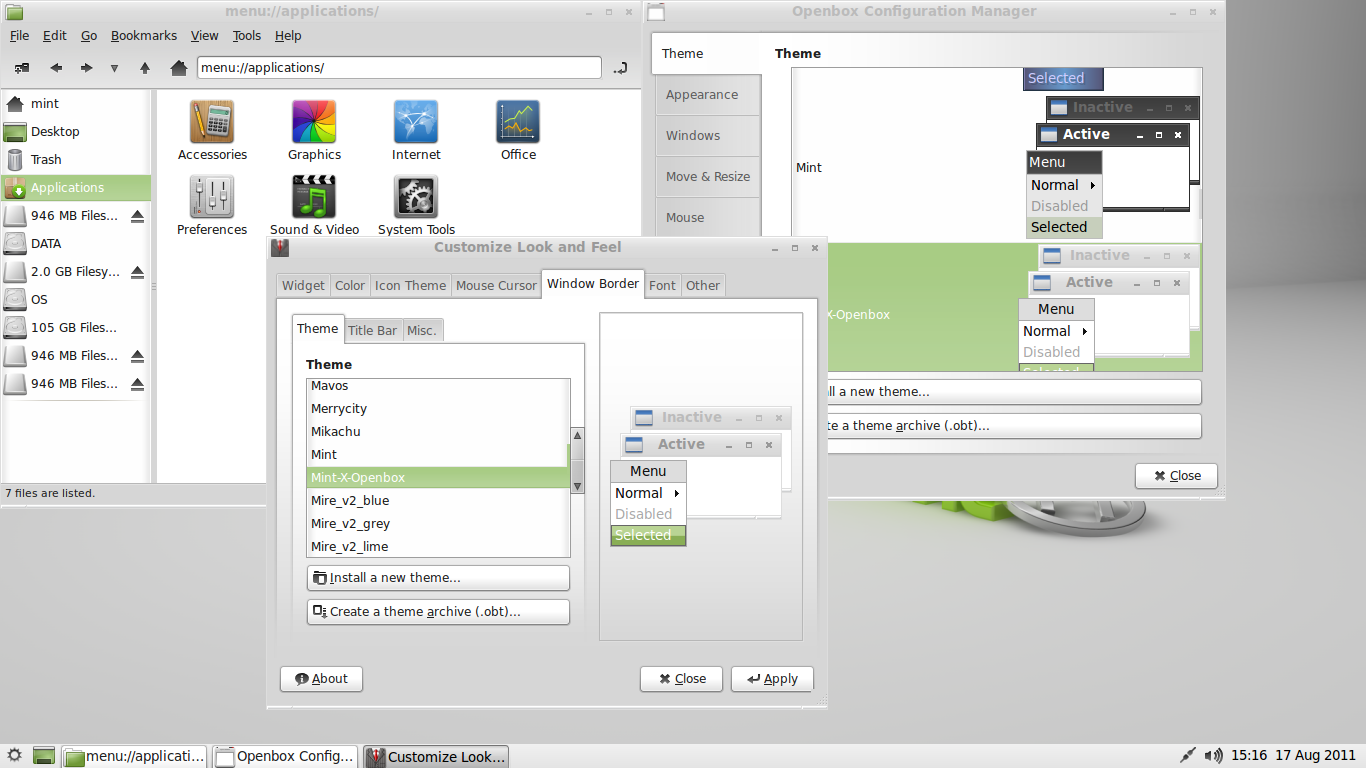
Linux Mint 11 "Katya".

Sortie le 26 mai 2011. Elle se base sur Ubuntu 11.04, Gnome 2.32 et le noyau Linux 2.6.38.
On voit apparaître un nouvel assistant d'installation. Le gestionnaire d'applications se voit doté d'une nouvelle interface graphique plus ergonomique et ajoute une catégorie « polices de caractères ».
Les informations concernant les logiciels sont désormais plus précises, on peut en connaître le poids ainsi que les dépendances.
Le moteur de recherche se voit amélioré par l'apparition d'une fonction permettant de trouver une application par sa description.
Le gestionnaire de mises à jour devient plus rapide, en effet il inclut un processus d'analyse facilité et plus sécurisé.
D'autres nouveautés moins importantes font aussi leur apparition. L'outil de configuration permet de détecter si vous êtes sur GNOME, KDE, Xfce ou LXDE et propose les outils de configuration adéquats.
Concernant les applications plusieurs se voient remplacées. En effet gThumb prend la place de F-Spot, Banshee celle de Rhythmbox et LibreOffice prend la place d'OpenOffice. Gwibber quant à lui, n'est plus installé par défaut.

#### Linux Mint 12 "Lisa"

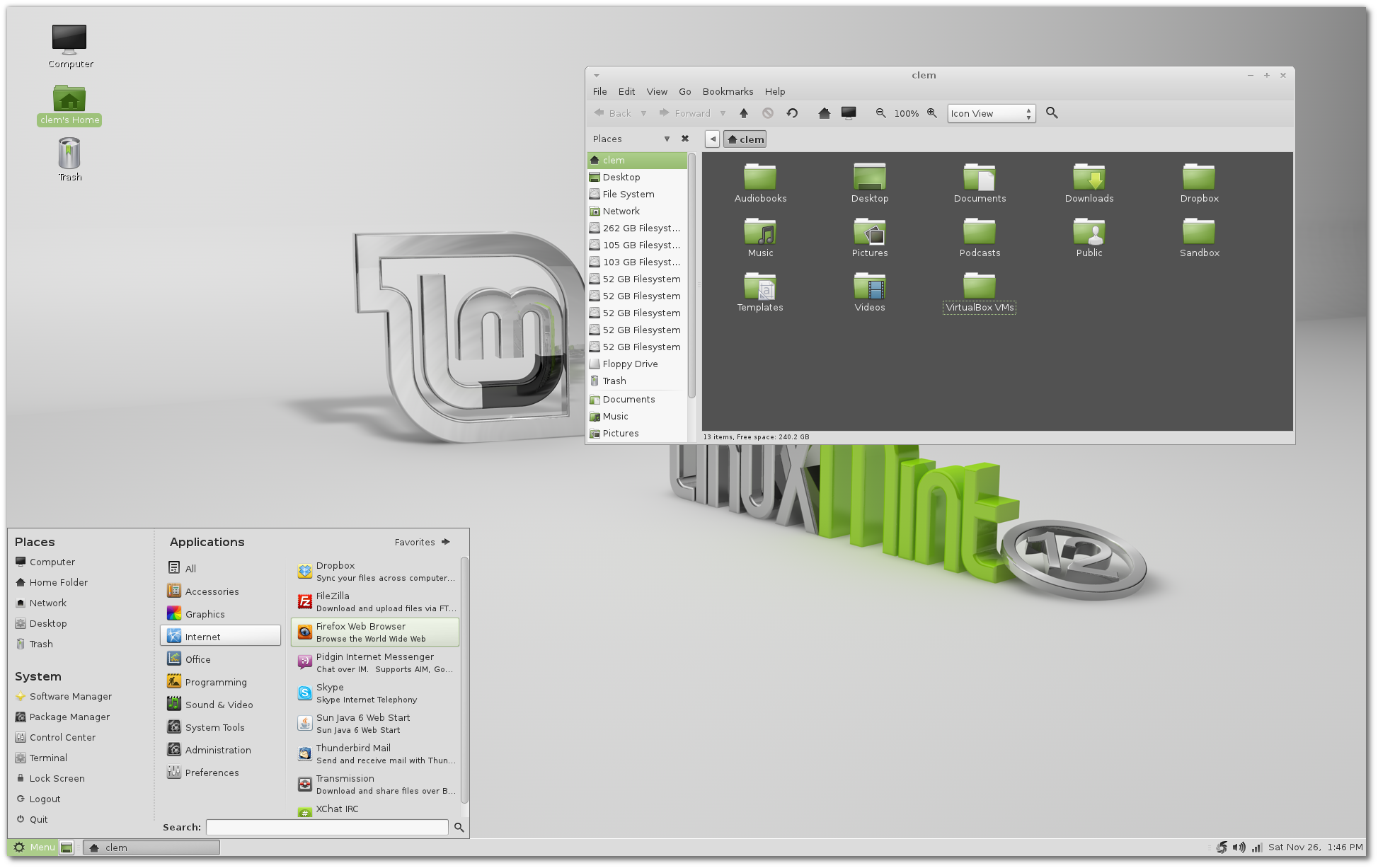
Linux Mint 12 "Lisa", MATE.

Cette version est sortie le 19 novembre 2011.
C'est la première version a vouloir se différencier d'Ubuntu par une interface propre et différente : en effet Ubuntu a opté pour Unity, Gnome est passé en version 3, et ces deux interfaces ne font pas l'unanimité au sein de la communauté.
C'est l'apparition de Mint Gnome Shell Extensions ou MGSE. Cette interface ne prétend pas remplacer Gnome 3, mais propose comme son nom l'indique d'être une extension, c'est-à-dire une couche par-dessus Gnome 3. La distribution bénéficie d'ailleurs d'une croissance de 40 % en un mois, et détrône Ubuntu dans le classement DistroWatch.
Elle se base sur Ubuntu 11.10 et Gnome 3 (Gnome Shell remplacé par MGSE).
Notons l'apparition de deux nouveaux thèmes, Mint-Z et Mint-Z Dark, et du nouveau moteur de recherche open source inclus dans Firefox : DuckDuckGo.

#### Linux Mint 13 LTS "Maya"

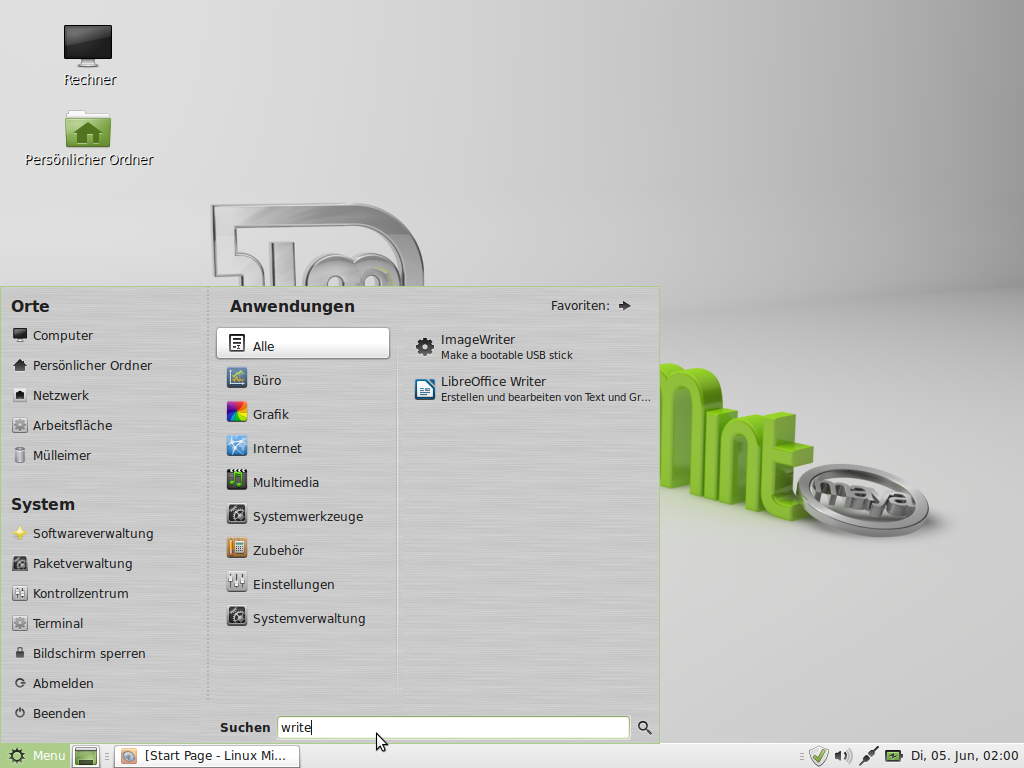
Linux Mint 13 "Maya", MATE.

Sortie le 23 mai 2012, elle est basée sur Ubuntu 12.4.
Cette version voit notamment l'arrivée de l'interface MATE 1.2, reprenant les travaux de Gnome 2. Considérée pour sa grande stabilité, cette déclinaison est surtout destinée aux vieux ordinateurs. Autre interface développée en parallèle, Cinnamon passe en version 1.4. Les deux sont installées par défaut.
Notons l'arrivée du gestionnaire d'affichage MDM qui permet de configurer les thèmes et la fenêtre de connexion, ainsi que l'arrivée d'un nouveau thème et une meilleure prise en charge de la bibliothèque GTK3.
L'option backport apparaît. Il s'agit de faire un rétroportage de certaines améliorations des versions ultérieures.
Le moteur par défaut sous Firefox est désormais Yahoo!.
Cette version est une LTS, elle est donc supportée et mise à jour pendant 5 ans.

#### Linux Mint 14 "Nadia"

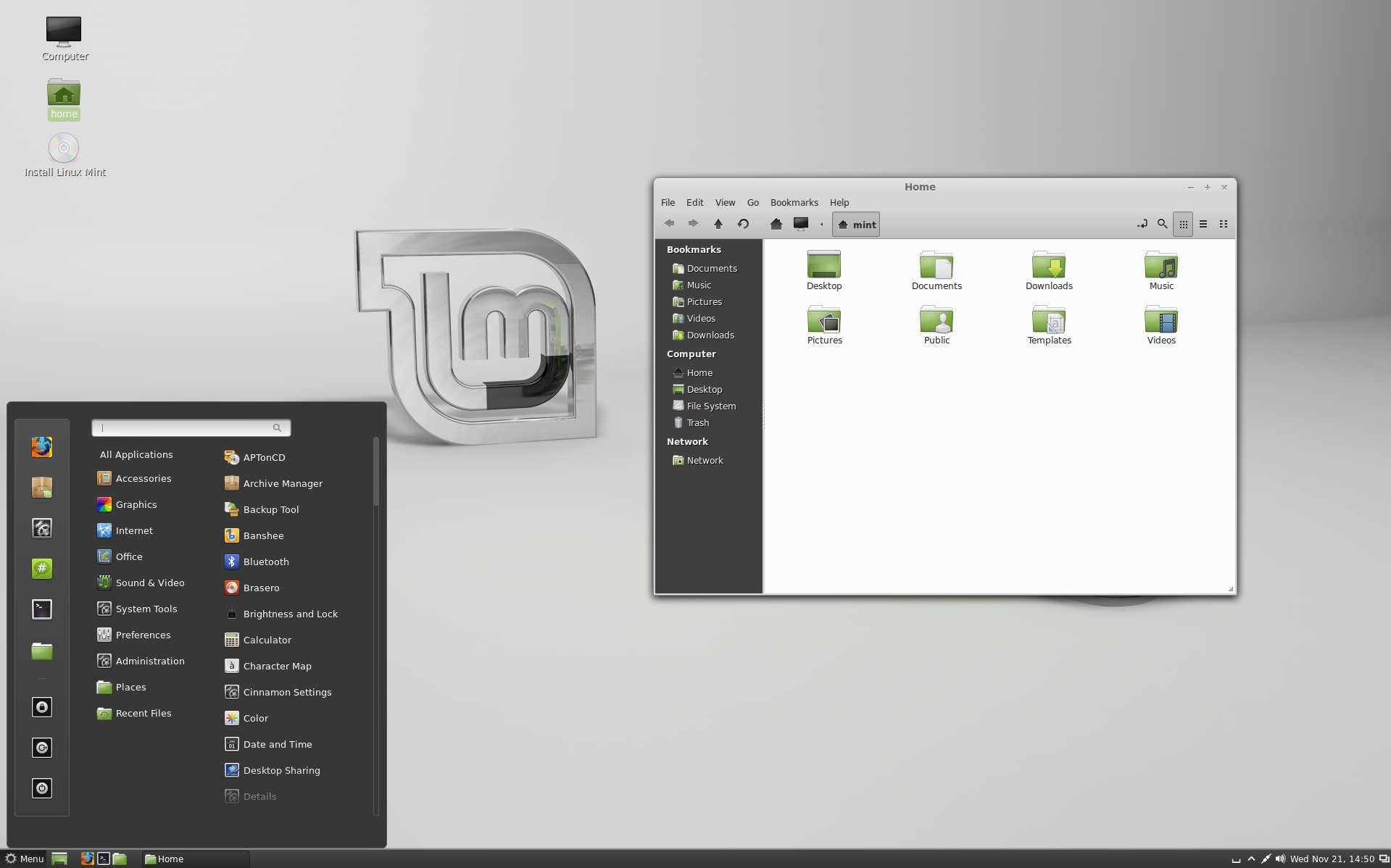
Linux Mint 14 "Nadia", Cinnamon.

Cette mouture est sortie le 18 novembre 2012. Elle est basée sur Ubuntu 12.10.
MATE passe en version 1.4. Cette nouvelle version corrige plusieurs bugs présents depuis de nombreuses années au sein de Gnome 2, notamment dans le gestionnaire de mots de passe et les connectivités Bluetooth.
Le gestionnaire de fichiers Caja permet l'intégration de Dropbox ainsi que divers styles de notifications.
Cinnamon passe en version 1.6, il permet la création de bureaux virtuels persistants tout en les nommant. Il n'y aura donc plus besoin de les reconfigurer après chaque redémarrage.
On voit apparaître un applet listant les fenêtres ouvertes au sein des différents bureaux, un nouveau système de notification s'inspirant des smartphones, ainsi qu'un nouvel applet « Musique ».
Le gestionnaire de fichiers se voit changé et n'est donc plus Nautilus mais Nemo.

#### Linux Mint 15 "Olivia"

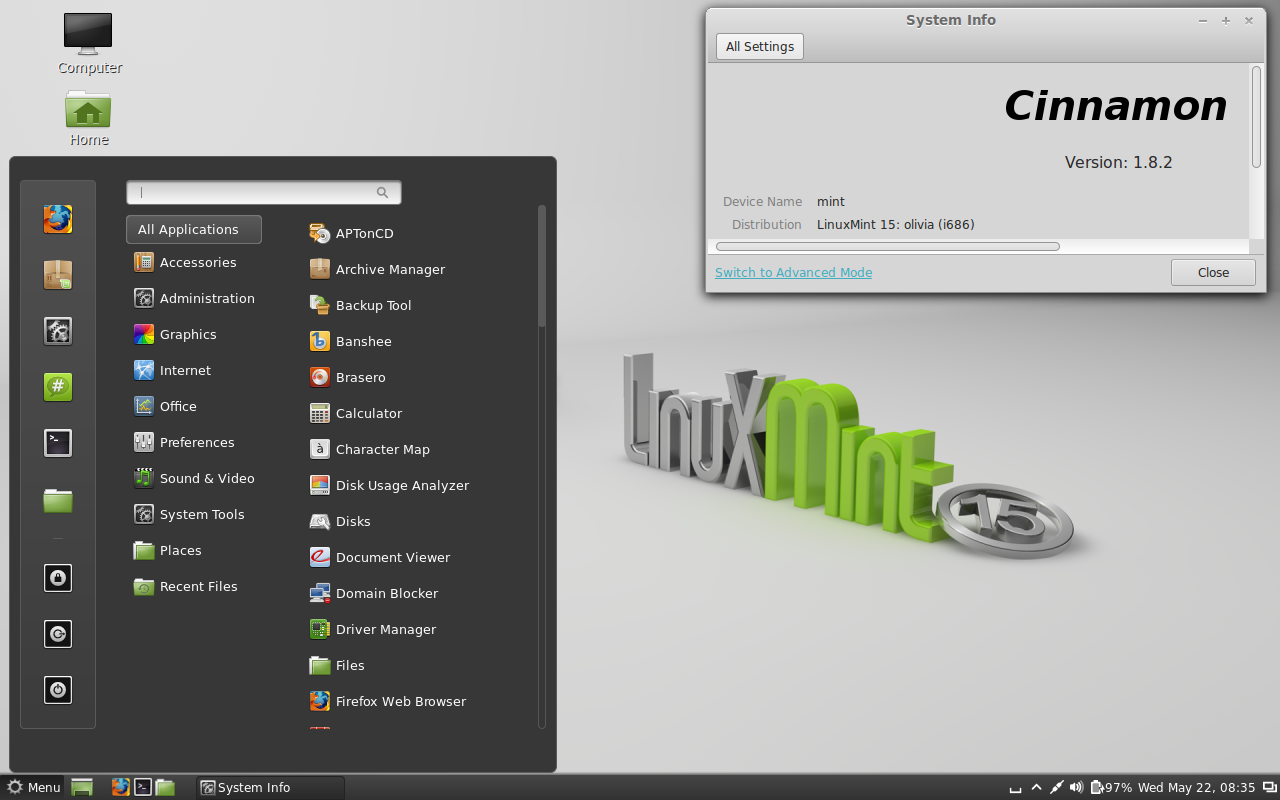
Linux Mint 15 "Olivia", Cinnamon.

Sortie le 29 mai 2013, cette version est basée sur Ubuntu 13.04.
Elle voit apparaître un nouvel écran de connexion personnalisable, ainsi que MintSource, un nouveau gestionnaire de sources qui prend en charge les archives PPA d'Ubuntu, les dépôts tiers et la gestion des clés d'authentification.
Un nouveau gestionnaire de pilotes fait aussi son apparition, MintDriver.
MATE est disponible en version 1.6. Caja, l'explorateur de fichiers, arbore une nouvelle barre latérale. Le multi-écran est mieux pris en charge.
Cinnamon passe en version 1.8, elle bénéficie d'une nouvelle interface pour son explorateur de fichiers et pour son panneau de configuration.
Notons l'apparition des widgets nommés desklets.

#### Linux Mint 16 "Petra"

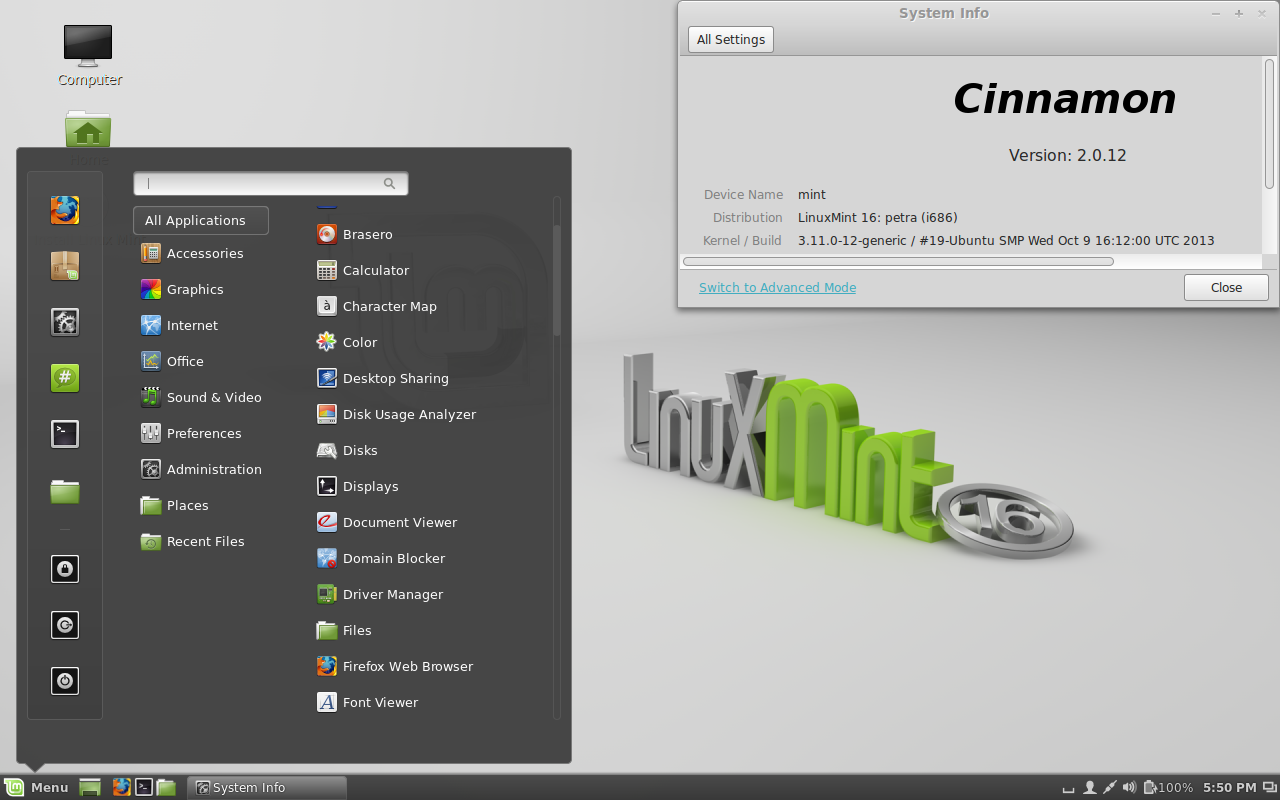
Linux Mint 16 "Petra", Cinnamon.

Cette version est sortie le 30 novembre 2013, elle est basée sur Ubuntu 13.10 et le noyau Linux 3.11.
Elle présente un nouvel écran de connexion afin de faciliter la gestion du multi-utilisateur. 25 000 lignes de codes ont été supprimées pour alléger la distribution. Un nouvel outil permet la conversion rapide d'une clé USB en NTFS, FAT32 ou ext4. Le gestionnaire de mises à jour ne s'active plus directement au lancement du système, ce qui réduit le temps de démarrage de ce dernier.
Le gestionnaire d'applications est optimisé pour un démarrage plus rapide et des requêtes améliorées.
En passant à la version 2.0, Cinnamon voit l'apparition  de sons lors de notifications, la création d'un nouvel applet regroupant toutes les actions liées à la gestion du compte, ainsi qu'un nouvel outil de configuration des comptes. On note l'apparition du edge-tilling, qui consiste à coller une fenêtre sur le bord de l'écran lorsqu'on déplace celle-ci en dehors de l'écran. L'association d'un logiciel par défaut à un type de fichier est améliorée.
Le gestionnaire d'affichage MDM passe en version 1.4, et permet un changement d'utilisateur simplifié. MATE passe en version 1.6.

#### Linux Mint 17 LTS "Qiana"

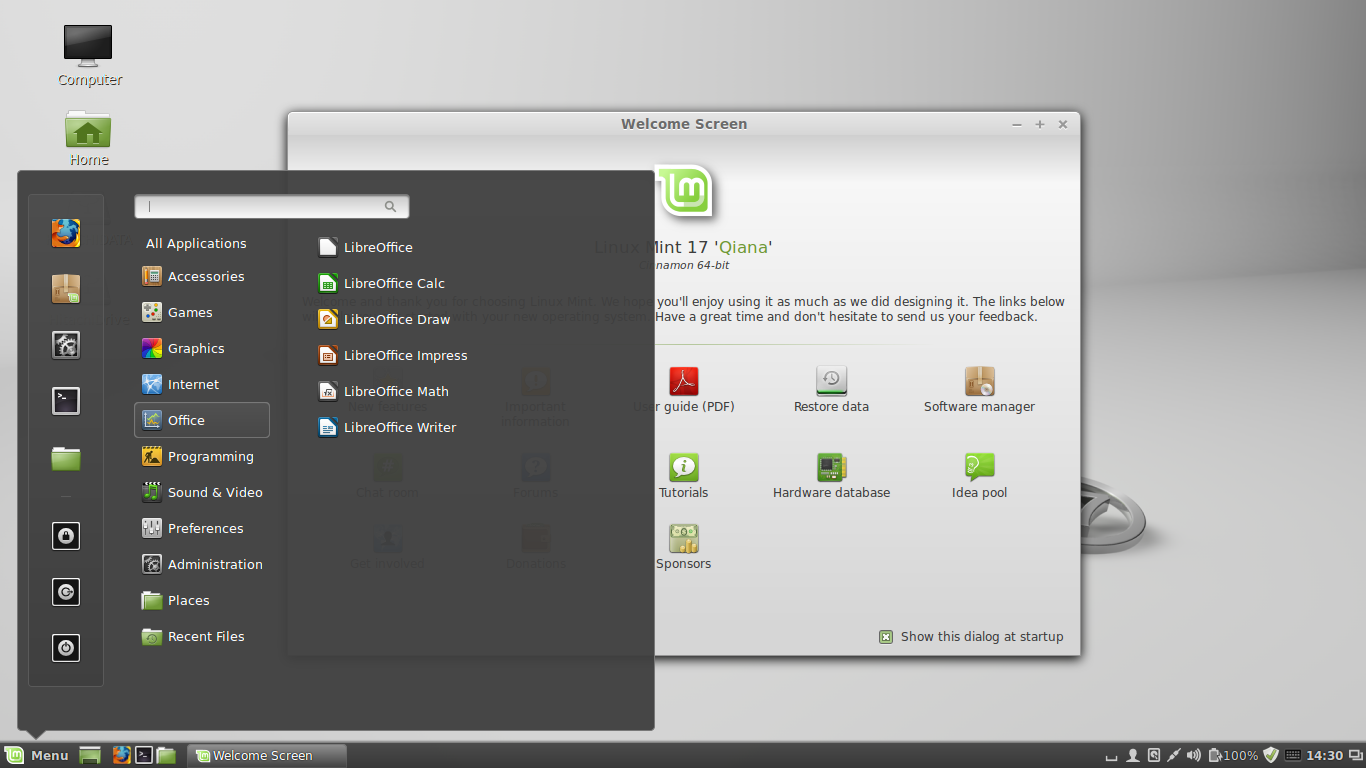
Linux Mint 17 "Qiana", Cinnamon.

Sortie le 30 mai 2014, Linux Mint 17 est supportée jusqu'en avril 2019. Elle est basée sur Ubuntu 14.04 et le noyau Linux 3.13.
C'est à partir de cette version que le cycle de sortie de six mois est abandonné au profit d'une nouvelle version tous les deux ans. Toutefois, des mises à jour importantes sortiront tous les six mois, mais sans réinstallation du système.
Cinnamon passe en version 2.2. La gestion des mises à jour a été simplifiée par la suppression d'étapes inutiles. L'installation de pilotes ne demande plus obligatoirement une connexion internet. L'écran d'accueil n'utilise plus WebKit, se retrouve allégé en ressources et plus rapide. Un gestionnaire de langues est apparu. Notons aussi une amélioration de l'application des sources de dépôts.
MATE passe en version 1.8, il devient plus léger,.

##### | 17.1 LTS "Rebecca"
Sortie en version stable fin novembre 2014. La possibilité de mise à niveau automatique (de la 17 à la 17.1) est désormais proposée dans le gestionnaire de mises à jour.

##### | 17.2 LTS "Rafaela"
Sortie en version stable fin juin 2015. Elle embarque le noyau Linux 3.16, et Cinnamon v2.6. Là encore, la possibilité de mise à niveau (de la 17.1 à la 17.2) est proposée dans le gestionnaire de mises à jour.

##### | 17.3 LTS "Rosa"
Sortie en version stable le 4 décembre 2015. Mise à jour possible à partir de la 17.2.

#### Linux Mint 18 LTS "Sarah"

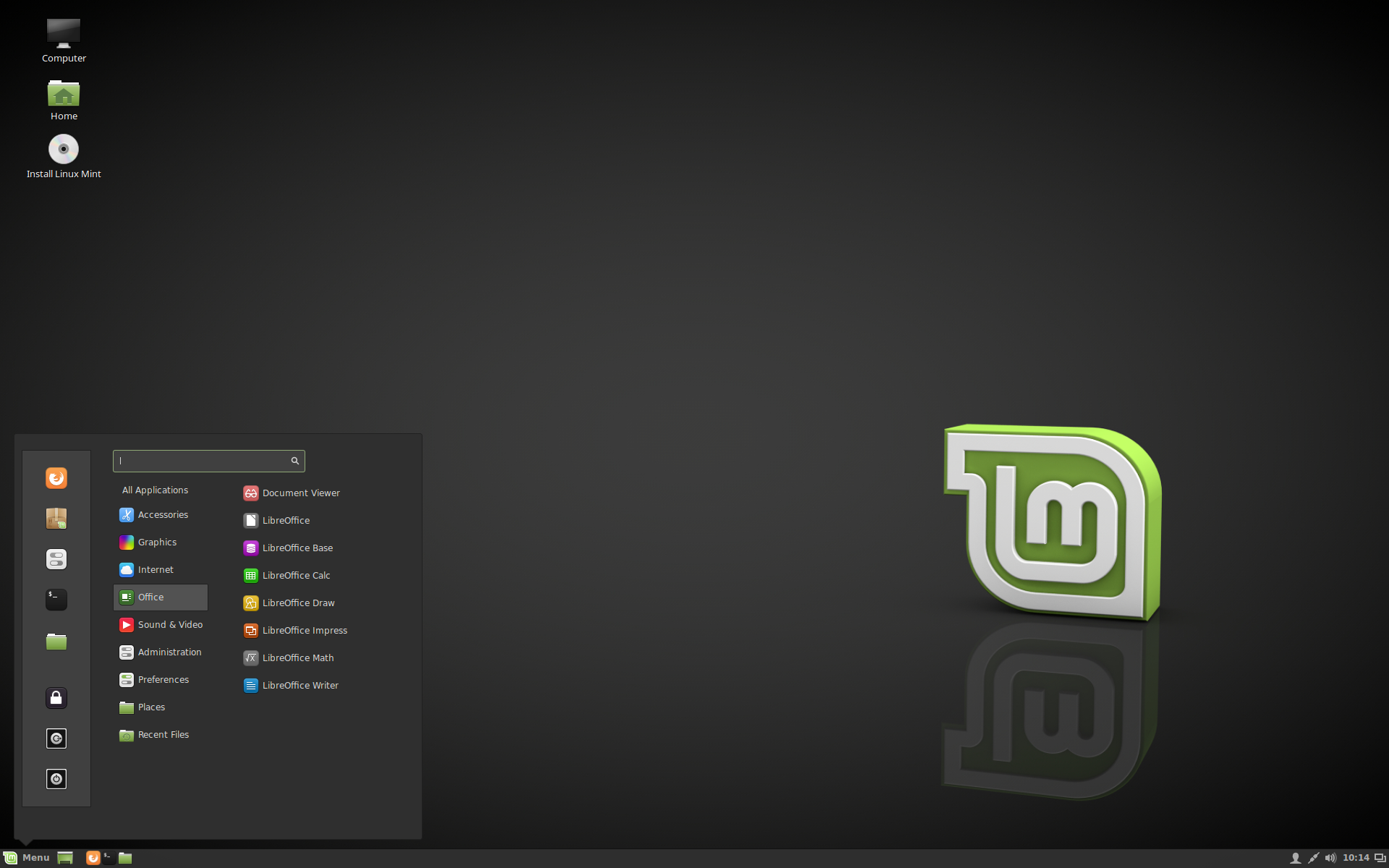
Linux Mint 18 "Sarah", Cinnamon.

Basée sur Ubuntu 16.04 Xenial, Linux Mint 18 est sortie en version stable le 28 juin 2016. Une mise à jour via le terminal depuis la version 17.3 est possible, mais une installation à neuf est préférable.

##### | 18.1 LTS "Serena"
Sortie en version stable le 16 décembre 2016.

##### | 18.2 LTS "Sonya"
Versions stables sorties le 2 juillet 2017.

##### | 18.3 LTS "Sylvia"
Sortie en version stable le 27 novembre 2017 avec un outil de sauvegarde remanié. Dernière version à proposer l'environnement de bureau KDE.

#### Linux Mint 19 LTS "Tara"
Basée sur Ubuntu 18.04 Bionic Beaver, Linux Mint 19 est sortie en version stable le 26 juin 2018.

##### | 19.1 LTS "Tessa"
Sortie le 19 décembre 2018.

##### | 19.2 LTS "Tina"
Sortie en version définitive le 2 août 2019.

##### | 19.3 LTS "Tricia"
Sortie le 18 décembre 2019.

#### Linux Mint 20 LTS "Ulyana"
Basée sur Ubuntu 20.04 Focal Fossa, seulement en 64-bit, sortie le 27 juin 2020.
Elle inclut Warpinator, outil d'échange de fichiers au sein d'un réseau local.

##### | 20.1 LTS "Ulyssa"

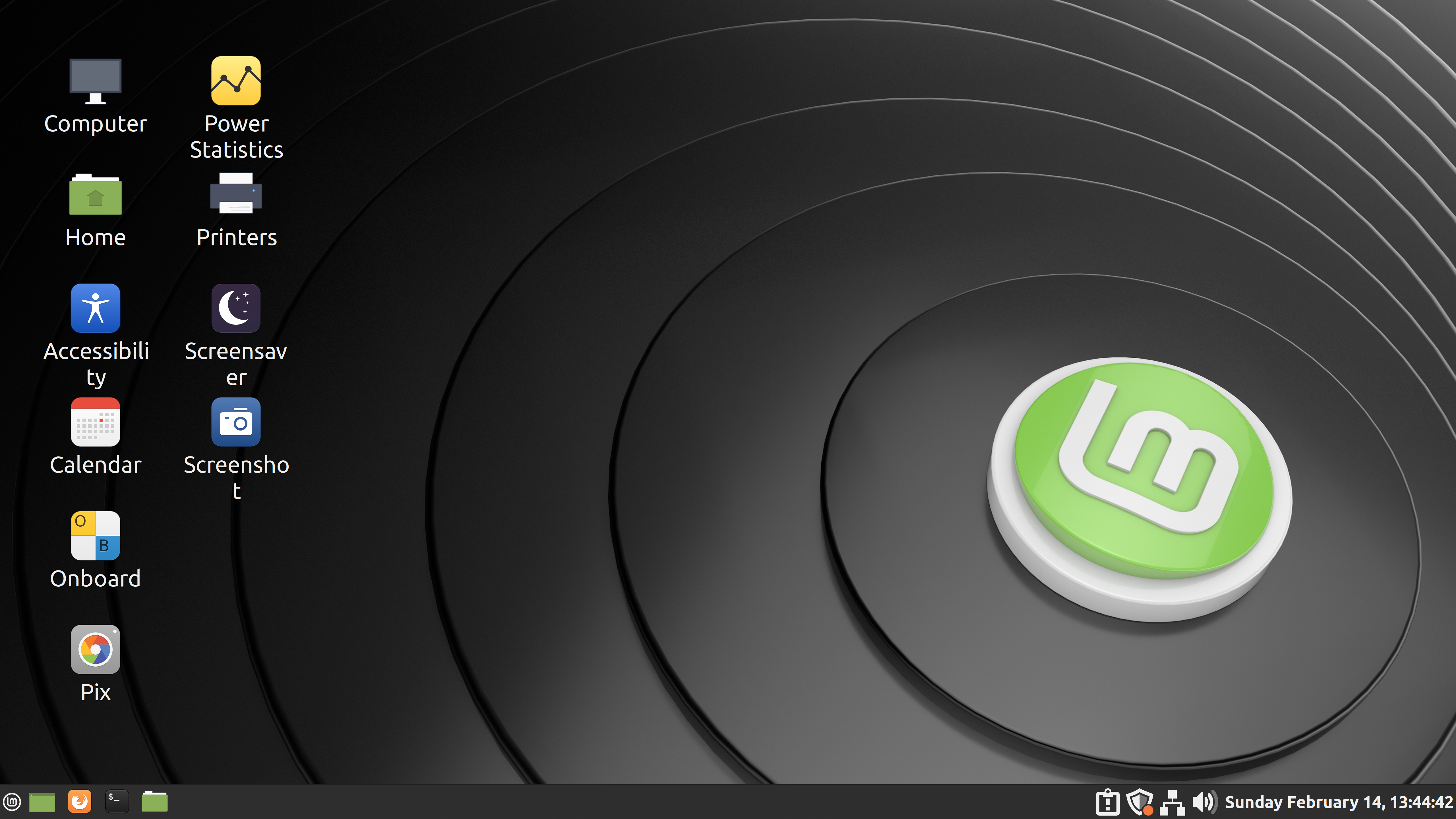

Sortie le 8 janvier 2021. Retour de Chromium dans les dépôts. Il avait disparu de la version 20, en raison du choix de Canonical pour les paquets Snap.

##### | 20.2 LTS "Uma"
Sortie le 8 juillet 2021.

##### | 20.3 LTS "Una"
Sortie le 7 janvier 2022.
La dernière version de l'outil de mise à niveau, qui permet d'améliorer la détection et le traitement des paquets orphelins ou étrangers, a été rétroportée sur Linux Mint 20.3, ce qui facilite la mise à niveau vers la version 21.

#### Linux Mint 21 LTS "Vanessa"
Basée sur Ubuntu 22.04, sortie le 31 juillet 2022.
La mise à jour de la version 20.3 vers la 21 est facilitée à l'aide d'un outil graphique.

##### | 21.1 LTS "Vera"
Basée sur Ubuntu 22.04.1, sortie en version stable le 20 décembre 2022.

##### | 21.2 LTS "Victoria"
Basée sur Ubuntu 22.04.2, sortie en version stable le 16 juillet 2023.

##### | 21.3 LTS "Virginia"
Basée sur Ubuntu 22.04.3, sortie en version stable le 12 janvier 2024.
Une image ISO de la version 21.3 dite Edge, destinée aux matériels récents, est disponible depuis le 22 janvier 2024 (elle embarque le noyau 6.5 en lieu et place du noyau 5.15). La version 22, dernière en date, dispose quant à elle du noyau 6.8.

#### Linux Mint 22 LTS "Wilma"
Basée sur Ubuntu 24.04, publiée le 25 juillet 2024. Elle dispose du noyau 6.8, d'une logithèque plus rapide et désactive par défaut les flatpaks (applications conteneurisées) non vérifiés.
La mise à niveau vers cette nouvelle version est facilitée par un outil installable en lignes de commande.

##### | 22.1 LTS "Xia"
Sortie en version stable le 16 janvier 2025.

##### | 22.2 LTS "Zara"
Sortie en version BETA le 12 août 2025.

### Récapitulatif des versions
| Couleur | Signification                  |
| ------- | ------------------------------ |
| Rouge   | Version obsolète               |
| Or      | Version LTS ou rolling release |
| Vert    | Version actuelle               |
| Violet  | Version de test                |
| Bleu    | Version à venir ou déjà en RC  |

LTS signifie Long-term support (5 ans pour les versions 13, 17.x et suivantes). RC signifie Release candidate (version admissible).
Les versions 13 "Maya" LTS et suivantes offrent une option backport (rétroportage de certaines améliorations des versions ultérieures). Il est déconseillé de l'activer si l'on a prévu d'effectuer régulièrement les changements de versions par le gestionnaire de mises à jour.

#### GNOME:MATEetCinnamon
| Version       | Nom de code      | Édition          | x64  | Basée sur      | Base APT       | Date de sortie    | Fin de support  |
| ------------- | ---------------- | ---------------- | ---- | -------------- | -------------- | ----------------- | --------------- |
| 2.0           | Barbara          | Main             |      | Ubuntu 6.10    | Ubuntu 6.10    | 13 novembre 2006  |                 |
| 2.1           | Bea              | Main             |      | Ubuntu 6.10    | Ubuntu 6.10    | 20 décembre 2006  |                 |
| 2.2           | Bianca           | Main             |      | Ubuntu 6.10    | Ubuntu 6.10    | 20 février 2007   |                 |
| 2.2           | Bianca           | Light            |      | Ubuntu 6.10    | Ubuntu 6.10    | 29 mars 2007      |                 |
| 3.0           | Cassandra        | Main             |      | Bianca 2.2     | Ubuntu 7.04    | 30 mai 2007       |                 |
| 3.0           | Cassandra        | Light            |      | Bianca 2.2     | Ubuntu 7.04    | 15 juin 2007      |                 |
| 3.1           | Celena           | Main             |      | Bianca 2.2     | Ubuntu 7.04    | 24 septembre 2007 |                 |
| 3.1           | Celena           | Light            |      | Bianca 2.2     | Ubuntu 7.04    | 1er octobre 2007  |                 |
| 4.0           | Daryna           | Main ou Light    |      | Celena 3.1     | Ubuntu 7.10    | 15 octobre 2007   |                 |
| Test          | Debian ALPHA 023 | Debian           |      | Debian         | Testing        | 3 janvier 2008    |                 |
| 5 LTS         | Elyssa           | Main ou Light    |      | Daryna 4.0     | Ubuntu 8.04    | 8 juin 2008       | avril 2011      |
| 5 LTS         | Elyssa           | x64              |      | Ubuntu 8.04    | Ubuntu 8.04    | 18 octobre 2008   | avril 2011      |
| 6             | Felicia          | Main ou Light    |      | Ubuntu 8.10    | Ubuntu 8.10    | 15 décembre 2008  |                 |
| 6             | Felicia          | x64              |      | Ubuntu 8.10    | Ubuntu 8.10    | 6 février 2009    |                 |
| 7             | Gloria           | Main ou Light    |      | Ubuntu 9.04    | Ubuntu 9.04    | 26 mai 2009       |                 |
| 7             | Gloria           | x64              |      | Ubuntu 9.04    | Ubuntu 9.04    | 24 juin 2009      |                 |
| 8             | Helena           | Main ou Light    |      | Ubuntu 9.10    | Ubuntu 9.10    | 28 novembre 2009  |                 |
| 8             | Helena           | x64              |      | Ubuntu 9.10    | Ubuntu 9.10    | 14 décembre 2009  |                 |
| 9 LTS         | Isadora          | Main             | oui  | Ubuntu 10.04   | Ubuntu 10.04   | 18 mai 2010       | avril 2013      |
| LMDE 1        |                  | MATE ou Cinnamon | oui  | Debian 6.0     | Testing        | 7 septembre 2010  | janvier 2016    |
| 10            | Julia            | Main             | oui  | Ubuntu 10.10   | Ubuntu 10.10   | 12 novembre 2010  |                 |
| 11            | Katya            | Main             | oui  | Ubuntu 11.04   | Ubuntu 11.04   | 26 mai 2011       |                 |
| 12            | Lisa             | Main + MGSE      | oui  | Ubuntu 11.10   | Ubuntu 11.10   | 19 novembre 2011  |                 |
| 13 LTS        | Maya             | MATE ou Cinnamon | oui  | Ubuntu 12.04   | Ubuntu 12.04   | 23 mai 2012       | avril 2017      |
| 14            | Nadia            | MATE ou Cinnamon | oui  | Ubuntu 12.10   | Ubuntu 12.10   | 18 novembre 2012  |                 |
| 15            | Olivia           | MATE ou Cinnamon | oui  | Ubuntu 13.04   | Ubuntu 13.04   | 29 mai 2013       |                 |
| 16            | Petra            | MATE ou Cinnamon | oui  | Ubuntu 13.10   | Ubuntu 13.10   | 30 novembre 2013  |                 |
| 17 LTS        | Qiana            | MATE ou Cinnamon | oui  | Ubuntu 14.04   | Ubuntu 14.04   | 30 mai 2014       | avril 2019      |
| 17.1 LTS      | Rebecca          | MATE ou Cinnamon | oui  | Ubuntu 14.04   | Ubuntu 14.04   | 29 novembre 2014  | avril 2019      |
| LMDE 2        | Betsy            | MATE ou Cinnamon | oui  | Debian 8.0     | Jessie         | 10 avril 2015     | Juin 2020       |
| 17.2 LTS      | Rafaela          | MATE ou Cinnamon | oui  | Ubuntu 14.04   | Ubuntu 14.04   | 30 juin 2015      | avril 2019      |
| 17.3 LTS      | Rosa             | MATE ou Cinnamon | oui  | Ubuntu 14.04   | Ubuntu 14.04   | 4 décembre 2015   | avril 2019      |
| 18 LTS        | Sarah            | MATE ou Cinnamon | oui  | Ubuntu 16.04   | Ubuntu 16.04   | 28 juin 2016      | avril 2021      |
| 18.1 LTS      | Serena           | MATE ou Cinnamon | oui  | Ubuntu 16.04   | Ubuntu 16.04   | 16 décembre 2016  | avril 2021      |
| 18.2 LTS      | Sonya            | MATE ou Cinnamon | oui  | Ubuntu 16.04   | Ubuntu 16.04   | 2 juillet 2017    | avril 2021      |
| 18.3 LTS      | Sylvia           | MATE ou Cinnamon | oui  | Ubuntu 16.04   | Ubuntu 16.04   | 24 novembre 2017  | avril 2021      |
| LMDE 3        | Cindy            | Cinnamon         | oui  | Debian 9.0     | Stretch        | 31 août 2018      | juillet 2020    |
| 19 LTS        | Tara             | MATE ou Cinnamon | oui  | Ubuntu 18.04   | Ubuntu 18.04   | 29 juin 2018      | avril 2023      |
| 19.1 LTS      | Tessa            | MATE ou Cinnamon | oui  | Ubuntu 18.04   | Ubuntu 18.04   | 19 décembre 2018  | avril 2023      |
| 19.2 LTS      | Tina             | MATE ou Cinnamon | oui  | Ubuntu 18.04   | Ubuntu 18.04   | 2 août 2019       | avril 2023      |
| 19.3 LTS      | Tricia           | MATE ou Cinnamon | oui  | Ubuntu 18.04   | Ubuntu 18.04   | 18 décembre 2019  | avril 2023      |
| LMDE 4        | Debbie           | Cinnamon         | oui  | Debian 10.0    | Buster         | 20 mars 2020      | août 2022       |
| 20 LTS        | Ulyana           | MATE ou Cinnamon | oui* | Ubuntu 20.04   | Ubuntu 20.04   | 27 juin 2020      | avril 2025      |
| 20.1 LTS      | Ulyssa           | MATE ou Cinnamon | oui* | Ubuntu 20.04.1 | Ubuntu 20.04.1 | 8 janvier 2021    | avril 2025      |
| 20.2 LTS      | Uma              | MATE ou Cinnamon | oui* | Ubuntu 20.04.2 | Ubuntu 20.04.2 | 8 juillet 2021    | avril 2025      |
| 20.3 LTS      | Una              | MATE ou Cinnamon | oui* | Ubuntu 20.04.3 | Ubuntu 20.04.3 | 7 janvier 2022    | avril 2025      |
| LMDE 5        | Elsie            | Cinnamon         | oui  | Debian 11.0    | Bullseye       | 20 mars 2022      | juillet 2024    |
| 21 LTS        | Vanessa          | MATE ou Cinnamon | oui* | Ubuntu 22.04   | Ubuntu 22.04   | 31 juillet 2022   | avril 2027      |
| 21.1 LTS      | Vera             | MATE ou Cinnamon | oui* | Ubuntu 22.04.1 | Ubuntu 22.04.1 | 20 décembre 2022  | avril 2027      |
| 21.2 LTS      | Victoria         | MATE ou Cinnamon | oui* | Ubuntu 22.04.2 | Ubuntu 22.04.2 | 16 juillet 2023   | avril 2027      |
| 21.3 LTS      | Virginia         | MATE ou Cinnamon | oui* | Ubuntu 22.04.3 | Ubuntu 22.04.3 | 12 janvier 2024   | avril 2027      |
| LMDE 6        | Faye             | Cinnamon         | oui  | Debian 12.0    | Bookworm       | 27 septembre 2023 | rolling release |
| 22 LTS        | Wilma            | MATE ou Cinnamon | oui* | Ubuntu 24.04   | Ubuntu 24.04   | 25 juillet 2024   | avril 2029      |
| 22.1 LTS      | Xia              | MATE ou Cinnamon | oui* | Ubuntu 24.04.1 | Ubuntu 24.04.1 | 16 janvier 2025   | avril 2029      |
| 22.2 LTS BETA | Zara             | MATE ou Cinnamon | oui* | Ubuntu 24.04.2 | Ubuntu 24.04.2 | 12 août 2025      | avril 2029      |

(*seulement en 64-bit)
LMDE signifie Linux Mint Debian Edition. MGSE signifie Mint Gnome Shell Extensions (surcouche d'environnement graphique permettant d'utiliser Gnome 3 de façon traditionnelle, présente seulement dans la version 12 "Lisa").

#### Xfce
| Versions      | Nom de code     | Édition | x64  | Basée sur       | Base APT       | Date de sortie    | Fin de support |
| ------------- | --------------- | ------- | ---- | --------------- | -------------- | ----------------- | -------------- |
| 3.0           | Cassandra       | Xfce CE |      | Cassandra 3.0   | Ubuntu 7.04    | 7 août 2007       |                |
| 4.0           | Daryna BETA 008 | Xfce CE |      | Cassandra 3.0   | Ubuntu 7.10    | 2 novembre 2007   |                |
| 5 LTS         | Elyssa          | Xfce CE |      | Daryna 4.0      | Ubuntu 8.04    | 8 septembre 2008  | avril 2011     |
| 6             | Felicia         | Xfce CE |      | Xubuntu 8.10    | Ubuntu 8.10    | 24 février 2009   |                |
| 7             | Gloria          | Xfce CE |      | Xubuntu 9.04    | Ubuntu 9.04    | 13 septembre 2009 |                |
| 8             | Helena          | Xfce CE |      | Xubuntu 9.10    | Ubuntu 9.10    | 31 mars 2010      |                |
| 9 LTS         | Isadora         | Xfce    | oui  | Xubuntu 10.04   | Ubuntu 10.04   | 21 juillet 2010   | avril 2013     |
| LMDE          | 201104          | Xfce    | oui  | Debian          | Testing        | 6 avril 2011      |                |
| 13 LTS        | Maya            | Xfce    | oui  | Xubuntu 12.04   | Ubuntu 12.04   | 21 juillet 2012   | avril 2017     |
| 14            | Nadia           | Xfce    | oui  | Xubuntu 12.10   | Ubuntu 12.10   | 21 décembre 2012  |                |
| 15            | Olivia          | Xfce    | oui  | Xubuntu 13.04   | Ubuntu 13.04   | 12 juillet 2013   |                |
| 16            | Petra           | Xfce    | oui  | Xubuntu 13.10   | Ubuntu 13.10   | 22 décembre 2013  |                |
| 17 LTS        | Qiana           | Xfce    | oui  | Xubuntu 14.04   | Ubuntu 14.04   | 26 juin 2014      | avril 2019     |
| 17.1 LTS      | Rebecca         | Xfce    | oui  | Xubuntu 14.04   | Ubuntu 14.04   | 11 janvier 2015   | avril 2019     |
| 17.2 LTS      | Rafaela         | Xfce    | oui  | Xubuntu 14.04   | Ubuntu 14.04   | 16 juillet 2015   | avril 2019     |
| 17.3 LTS      | Rosa            | Xfce    | oui  | Xubuntu 14.04   | Ubuntu 14.04   | 9 janvier 2016    | avril 2019     |
| 18 LTS        | Sarah           | Xfce    | oui  | Xubuntu 16.04   | Ubuntu 16.04   | 2 août 2016       | avril 2021     |
| 18.1 LTS      | Serena          | Xfce    | oui  | Xubuntu 16.04   | Ubuntu 16.04   | 27 janvier 2017   | avril 2021     |
| 18.2 LTS      | Sonya           | Xfce    | oui  | Xubuntu 16.04   | Ubuntu 16.04   | 2 juillet 2017    | avril 2021     |
| 18.3 LTS      | Sylvia          | Xfce    | oui  | Xubuntu 16.04   | Ubuntu 16.04   | 15 décembre 2017  | avril 2021     |
| 19 LTS        | Tara            | Xfce    | oui  | Xubuntu 18.04   | Ubuntu 18.04   | 29 juin 2018      | avril 2023     |
| 19.1 LTS      | Tessa           | Xfce    | oui  | Xubuntu 18.04   | Ubuntu 18.04   | 19 décembre 2018  | avril 2023     |
| 19.2 LTS      | Tina            | Xfce    | oui  | Xubuntu 18.04   | Ubuntu 18.04   | 2 août 2019       | avril 2023     |
| 19.3 LTS      | Tricia          | Xfce    | oui  | Xubuntu 18.04   | Ubuntu 18.04   | 18 décembre 2019  | avril 2023     |
| 20 LTS        | Ulyana          | Xfce    | oui* | Xubuntu 20.04   | Ubuntu 20.04   | 27 juin 2020      | avril 2025     |
| 20.1 LTS      | Ulyssa          | Xfce    | oui* | Xubuntu 20.04.1 | Ubuntu 20.04.1 | 8 janvier 2021    | avril 2025     |
| 20.2 LTS      | Uma             | Xfce    | oui* | Xubuntu 20.04.2 | Ubuntu 20.04.2 | 8 juillet 2021    | avril 2025     |
| 20.3 LTS      | Una             | Xfce    | oui* | Xubuntu 20.04.3 | Ubuntu 20.04.3 | 7 janvier 2022    | avril 2025     |
| 21 LTS        | Vanessa         | Xfce    | oui* | Xubuntu 22.04   | Ubuntu 22.04   | 31 juillet 2022   | avril 2027     |
| 21.1 LTS      | Vera            | Xfce    | oui* | Xubuntu 22.04.1 | Ubuntu 22.04.1 | 20 décembre 2022  | avril 2027     |
| 21.2 LTS      | Victoria        | Xfce    | oui* | Xubuntu 22.04.2 | Ubuntu 22.04.2 | 16 juillet 2023   | avril 2027     |
| 21.3 LTS      | Virginia        | Xfce    | oui* | Xubuntu 22.04.3 | Ubuntu 22.04.3 | 12 janvier 2024   | avril 2027     |
| 22 LTS        | Wilma           | Xfce    | oui* | Xubuntu 24.04   | Ubuntu 24.04   | 25 juillet 2024   | avril 2029     |
| 22.1 LTS      | Xia             | Xfce    | oui* | Xubuntu 24.04.1 | Ubuntu 24.04.1 | 16 janvier 2025   | avril 2029     |
| 22.2 LTS BETA | Zara            | Xfce    | oui* | Xubuntu 24.04.2 | Ubuntu 24.04.2 | 12 août 2025      | avril 2029     |

(*seulement en 64-bit)

CE signifie Community Edition. LMDE signifie Linux Mint Debian Edition.

#### KDE
| Version  | Nom de code | Édition              | x64 | Basée sur     | Base APT      | Date de sortie    | Fin de support |
| -------- | ----------- | -------------------- | --- | ------------- | ------------- | ----------------- | -------------- |
| 1.0      | Ada         | Main                 |     | Kubuntu 6.06  | Kubuntu 6.06  | 27 août 2006      |                |
| 2.2      | Bianca      | KDE CE               |     | Kubuntu 6.10  | Kubuntu 6.10  | 20 avril 2007     |                |
| 3.0      | Cassandra   | KDE CE ou MiniKDE CE |     | Bianca 2.2    | Kubuntu 7.04  | 14 août 2007      |                |
| 4.0      | Daryna      | KDE CE               |     | Cassandra 3.0 | Kubuntu 7.10  | 3 mars 2008       |                |
| 5 LTS    | Elyssa      | KDE CE               |     | Daryna 4.0    | Kubuntu 8.04  | 15 septembre 2008 | avril 2011     |
| 6        | Felicia     | KDE CE               |     | Elyssa 5      | Kubuntu 8.10  | 8 avril 2009      |                |
| 7        | Gloria      | KDE CE               |     |               | Kubuntu 9.04  | 3 août 2009       |                |
| 8        | Helena      | KDE CE               |     |               | Kubuntu 9.10  | 7 février 2010    |                |
| 8        | Helena      | KDE CE x64           |     |               | Kubuntu 9.10  | 12 février 2010   |                |
| 9 LTS    | Isadora     | KDE                  | oui |               | Kubuntu 10.04 | 27 juillet 2010   | avril 2013     |
| 10       | Julia       | KDE                  | oui |               | Kubuntu 10.10 | 23 février 2011   |                |
| 12       | Lisa        | KDE                  | oui |               | Kubuntu 11.10 | 3 février 2012    |                |
| 13 LTS   | Maya        | KDE                  | oui |               | Kubuntu 12.04 | 23 juillet 2012   | avril 2017     |
| 14       | Nadia       | KDE                  | oui |               | Kubuntu 12.10 | 23 décembre 2012  |                |
| 15       | Olivia      | KDE                  | oui |               | Kubuntu 13.04 | 21 juillet 2013   |                |
| 16       | Petra       | KDE                  | oui |               | Kubuntu 13.10 | 22 décembre 2013  |                |
| 17 LTS   | Qiana       | KDE                  | oui |               | Kubuntu 14.04 | 20 juin 2014      | avril 2019     |
| 17.1 LTS | Rebecca     | KDE                  | oui |               | Kubuntu 14.04 | 8 janvier 2015    | avril 2019     |
| 17.2 LTS | Rafaela     | KDE                  | oui |               | Kubuntu 14.04 | 16 juillet 2015   | avril 2019     |
| 17.3 LTS | Rosa        | KDE                  | oui |               | Kubuntu 14.04 | 9 janvier 2016    | avril 2019     |
| 18 LTS   | Sarah       | KDE                  | oui |               | Kubuntu 16.04 | 9 septembre 2016  | avril 2021     |
| 18.1 LTS | Serena      | KDE                  | oui |               | Kubuntu 16.04 | 27 janvier 2017   | avril 2021     |
| 18.2 LTS | Sonya       | KDE                  | oui |               | Kubuntu 16.04 | 2 juillet 2017    | avril 2021     |
| 18.3 LTS | Sylvia      | KDE                  | oui |               | Kubuntu 16.04 | 15 décembre 2017  | avril 2021     |

CE signifie Community Edition. À partir de la version 19, l'environnement KDE n'est plus proposé.

#### LXDE
| Version | Nom de code | Édition | Basée sur    | Base APT     | Date de sortie  | Fin de support |
| ------- | ----------- | ------- | ------------ | ------------ | --------------- | -------------- |
| 8       | Helena      | LXDE CE | Ubuntu 9.10  | Ubuntu 9.10  | 31 mars 2010    |                |
| 9 LTS   | Isadora     | LXDE    | Ubuntu 10.04 | Ubuntu 10.04 | 18 juillet 2010 | avril 2013     |
| 10      | Julia       | LXDE    | Ubuntu 10.10 | Ubuntu 10.10 | 16 mars 2011    |                |
| 11      | Katia       | LXDE    | Ubuntu 11.04 | Ubuntu 11.04 | 16 août 2011    |                |
| 12      | Lisa        | LXDE    | Ubuntu 11.10 | Ubuntu 11.10 | 9 mars 2012     |                |

CE signifie Community Edition.

#### Fluxbox
| Version | Nom de code     | Édition    | Basée sur    | Base APT     | Date de sortie   | Fin de support |
| ------- | --------------- | ---------- | ------------ | ------------ | ---------------- | -------------- |
| 4.0     | Daryna BETA 028 | Fluxbox CE | Daryna 4.0   | Ubuntu 7.10  | 3 janvier 2008   |                |
| 5 LTS   | Elyssa          | Fluxbox CE | Ubuntu 8.04  | Ubuntu 8.04  | 21 octobre 2008  | avril 2011     |
| 6       | Felicia         | Fluxbox CE | Ubuntu 8.10  | Ubuntu 8.10  | 7 avril 2009     |                |
| 8       | Helena          | Fluxbox CE | Helena Main  | Ubuntu 9.10  | 12 février 2010  |                |
| 9 LTS   | Isadora         | Fluxbox    | Isadora Main | Ubuntu 10.04 | 7 septembre 2010 | avril 2013     |

CE signifie Community Edition.

## Présentation de Linux Mint
Linux Mint est une distribution Linux gratuite et open source (source ouverte). Elle présente la particularité d'avoir une installation simple et rapide du système d'exploitation ainsi qu'un support multimédia complet incluant des codecs propriétaires (MP3, DivX, win32), plugins (Flash et RealPlayer), et pilotes (drivers) propriétaires tels que ceux des cartes graphiques Nvidia ou ATI (ces pilotes, du moins pour cartes Nvidia, sont non recommandés par la Free Software Foundation). La communauté a une grande place dans l'évolution de la distribution, les utilisateurs sont encouragés à envoyer des commentaires afin que leurs idées puissent être utilisées pour améliorer Linux Mint. Étant basée sur Debian, elle inclut la logithèque de cette dernière comprenant plus de 30 000 paquets différents, dont ceux d'Ubuntu. Linux Mint qualifie sa distribution de « simple, moderne et innovante », et par son statut de LTS, sa communauté la considère comme « fiable et sûre ».
L'édition par défaut Cinnamon (fork de Gnome Shell) développée par l'équipe de Linux Mint est un environnement de bureau considéré comme graphiquement et esthétiquement moderne. Cependant, à la différence d'Ubuntu, cette édition conserve un mode d’interface dit « traditionnel », avec une barre des tâches unique. C'est le bureau par défaut depuis Linux Mint 13.
Linux Mint est aussi disponible avec deux autres environnements de bureau :
- MATE : version plus sobre et légère. Cela lui permet d'être utilisée par des ordinateurs dotés d'une configuration faible. C'est un fork de GNOME 2. Linux Mint qualifie cette édition de « stable, robuste et traditionnelle »[42].
- Xfce : interface encore plus sobre et légère que MATE. Elle mise sur une légèreté maximum et est donc recommandée pour les ordinateurs très anciens. Linux Mint qualifie cette édition de « légère, simple et efficace »[42].

Les environnements KDE, LXDE et Fluxbox ne sont plus proposés à l'installation, mais peuvent facilement être ajoutés et utilisés sur un système Mint de n'importe quelle édition.

Premier logo de Linux Mint de 2006 à 2021
Logo actuel de Linux Mint depuis 2021
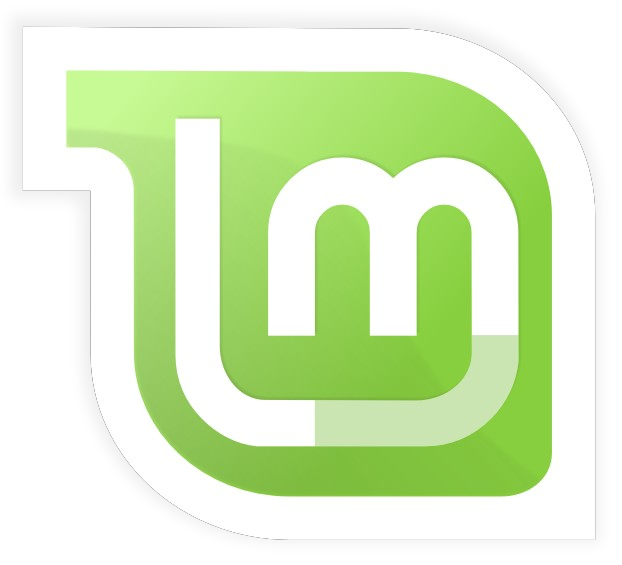
Favicon du logo de Linux Mint de 2006 à 2021
Favicon du logo de Linux Mint depuis 2021

### Logiciels créés pour Linux Mint (MintTools)[45]
Ces logiciels sont créés par l'équipe de Linux Mint afin de faciliter l'installation et l'utilisation de la distribution.

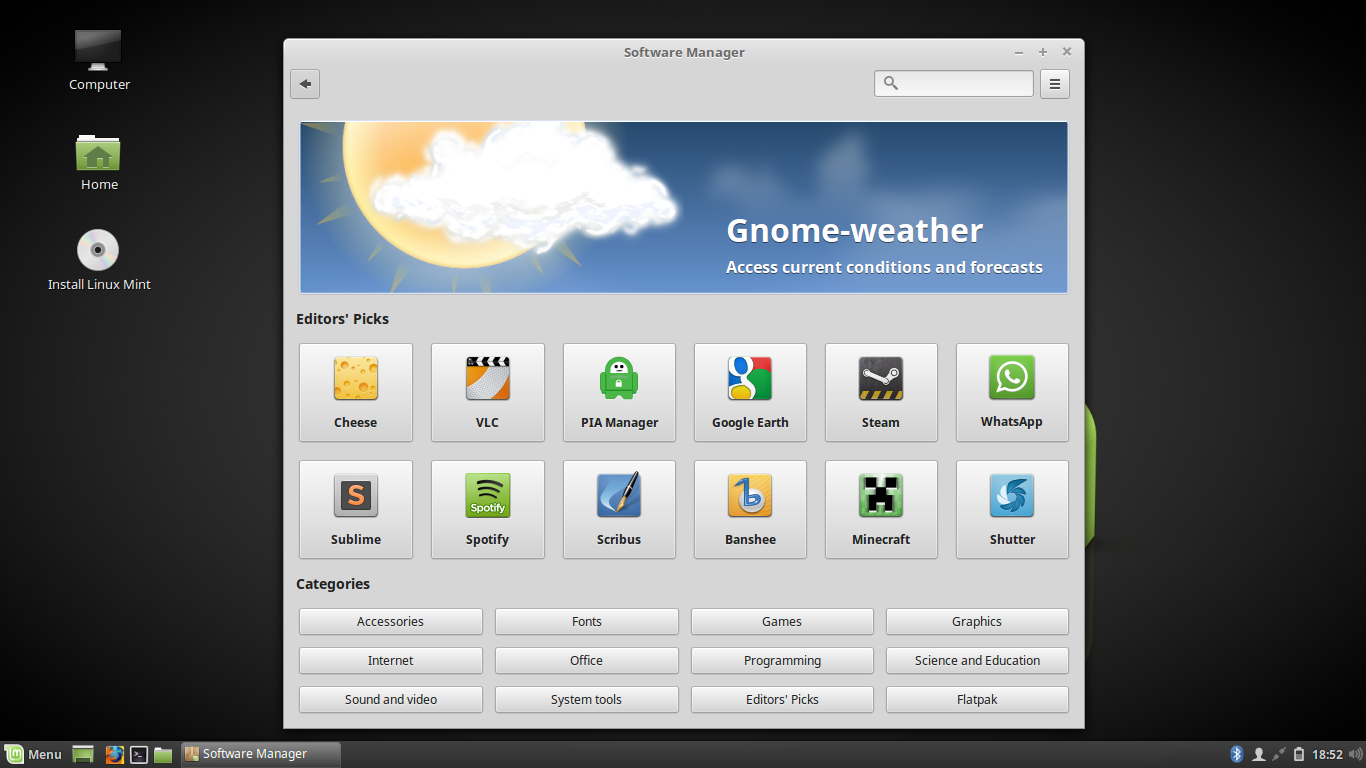
Gestionnaire de logiciel de Linux Mint

- Gestionnaire de logiciels (mintInstall) : conçu pour installer les logiciels des dépôts d'Ubuntu, Linux Mint ainsi que les PPA de Launchpad. Depuis Linux Mint 18.3, le Software Manager est configuré par défaut avec Flathub et il est possible d'installer des logiciels Flatpak. Son interface est construite sur GTK3 et est fortement inspirée des logiciels GNOME.

- Gestionnaire de mise à jour (mintUpdate) : conçu pour empêcher les utilisateurs inexpérimentés d'installer des mises à jour qui ne sont pas nécessaires ou qui nécessitent un certain niveau de connaissances pour être configurées correctement. Il attribue un niveau de sécurité aux mises à jour (de 1 à 5), en fonction de la stabilité et de la nécessité de la mise à jour. Les mises à jour peuvent être configurées pour : avertir les utilisateurs, être listées mais non notifiées, ou être masquées par défaut. En plus d'inclure des mises à jour spécifiques pour la distribution Linux Mint, l'équipe de développement teste toutes les mises à jour des paquets.

- Menu principal (mintMenu) : conçu pour l'environnement de bureau MATE. Il s'agit d'un menu d'options comprenant le filtrage, l'installation et la suppression de logiciels, les liens système et lieux, les favoris, la gestion des sessions, les éléments modifiables, les lieux personnalisés et de nombreuses options de configuration.

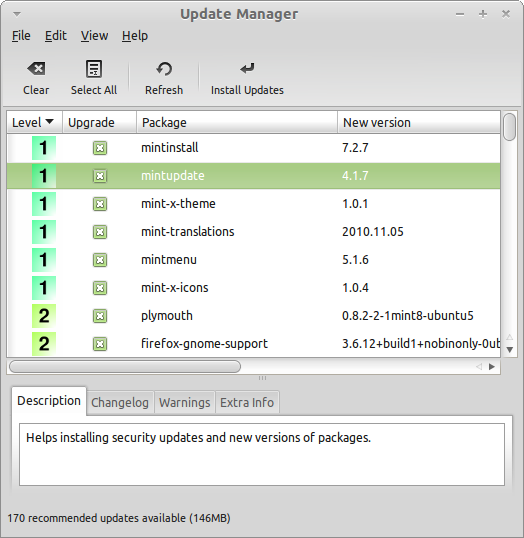
Gestionnaire de mise à jour de Linux Mint

- Outil de sauvegarde (mintBackup) : permet à l'utilisateur de sauvegarder et de restaurer les données. Les données peuvent être sauvegardées avant une nouvelle installation d'une nouvelle version, puis restaurées.

- Paramètres du bureau (mintDesktop) : un outil de configuration du bureau.

- Écran d'accueil (MintWelcome) : introduit dans Linux Mint 7, une application qui démarre dès la première connexion de tout nouveau compte. Il fournit des liens vers le site Web de Linux Mint, le guide de l'utilisateur et le site Web de la communauté.

- Créateur de clé USB/formateur de clé USB (MintStick) : un outil pour écrire une image sur une clé USB et pour formater une clé USB.

- Rapports système (mintReport) : introduit dans Linux Mint 18.3, le but de System Reports est de permettre à l'utilisateur de visualiser et de gérer les rapports de crash générés automatiquement. Depuis Linux Mint 18.3, ce logiciel n'est plus installé par défaut, mais est toujours disponible dans les dépôts de logiciels Linux Mint.

- Gestionnaire de téléchargement (mintUpload) : définit les services de téléchargement pour les serveurs FTP, SFTP et SCP. Les services sont alors disponibles dans la barre d'état système et fournissent des zones où ils peuvent être automatiquement téléchargés vers leurs destinations correspondantes.

- Bloqueur de domaine (mintNanny) : un outil de contrôle parental de blocage de domaine de base introduit avec la v6. Permet à l'utilisateur d'ajouter manuellement des domaines à bloquer à l'échelle du système. Depuis Linux Mint 18.3, ce logiciel n'est plus installé par défaut, mais est toujours disponible dans les dépôts de logiciels Linux Mint.

- Échange de fichiers par le réseau domestique (Warpinator) : permet l’échange de fichiers ou dossiers par le réseau LAN entre deux ordinateurs sous Linux. Plus besoin d’utiliser une clé USB ni de créer un partage réseau pour échanger rapidement des données entre deux machines. Warpinator est également disponible sous Android ainsi qu'un clone, Winpinator, sous Windows.

## Linux Mint Édition Debian (LMDE)

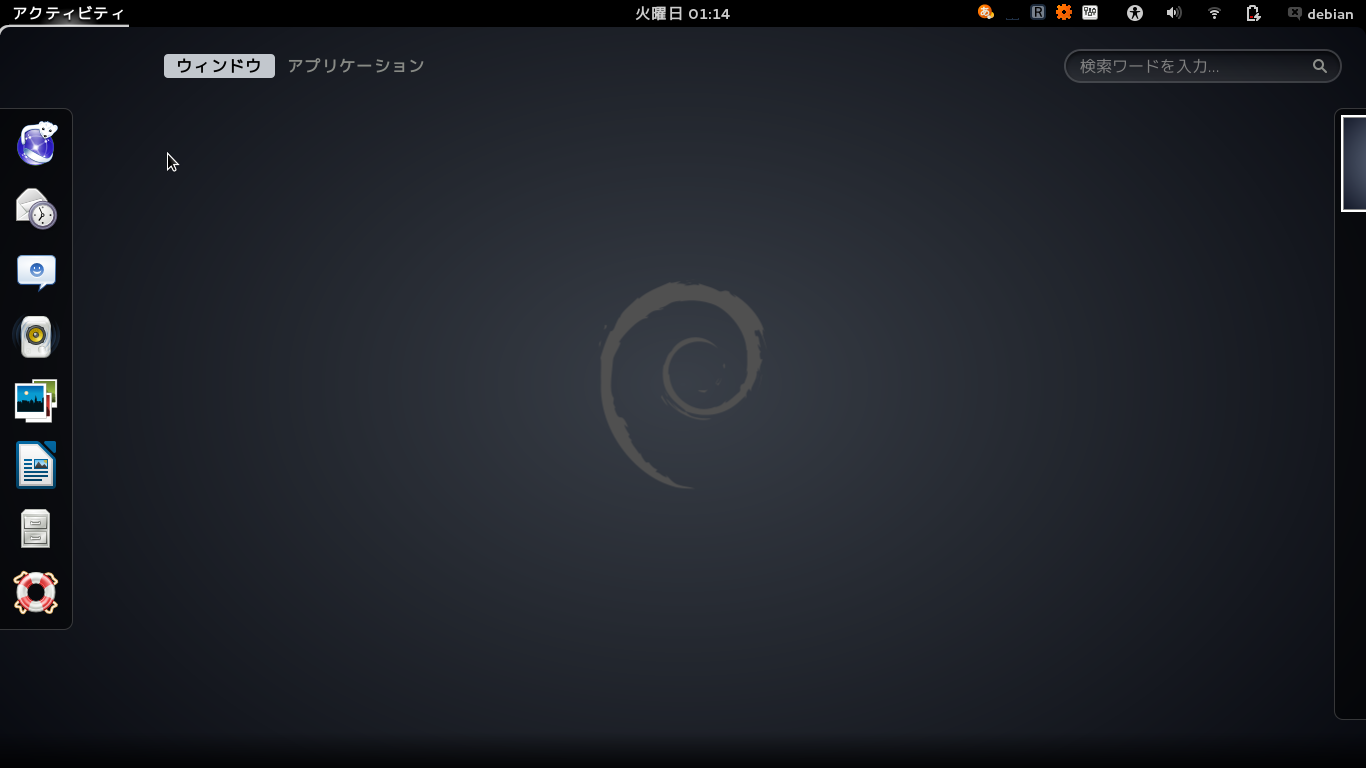
Debian 7 «Wheezy»

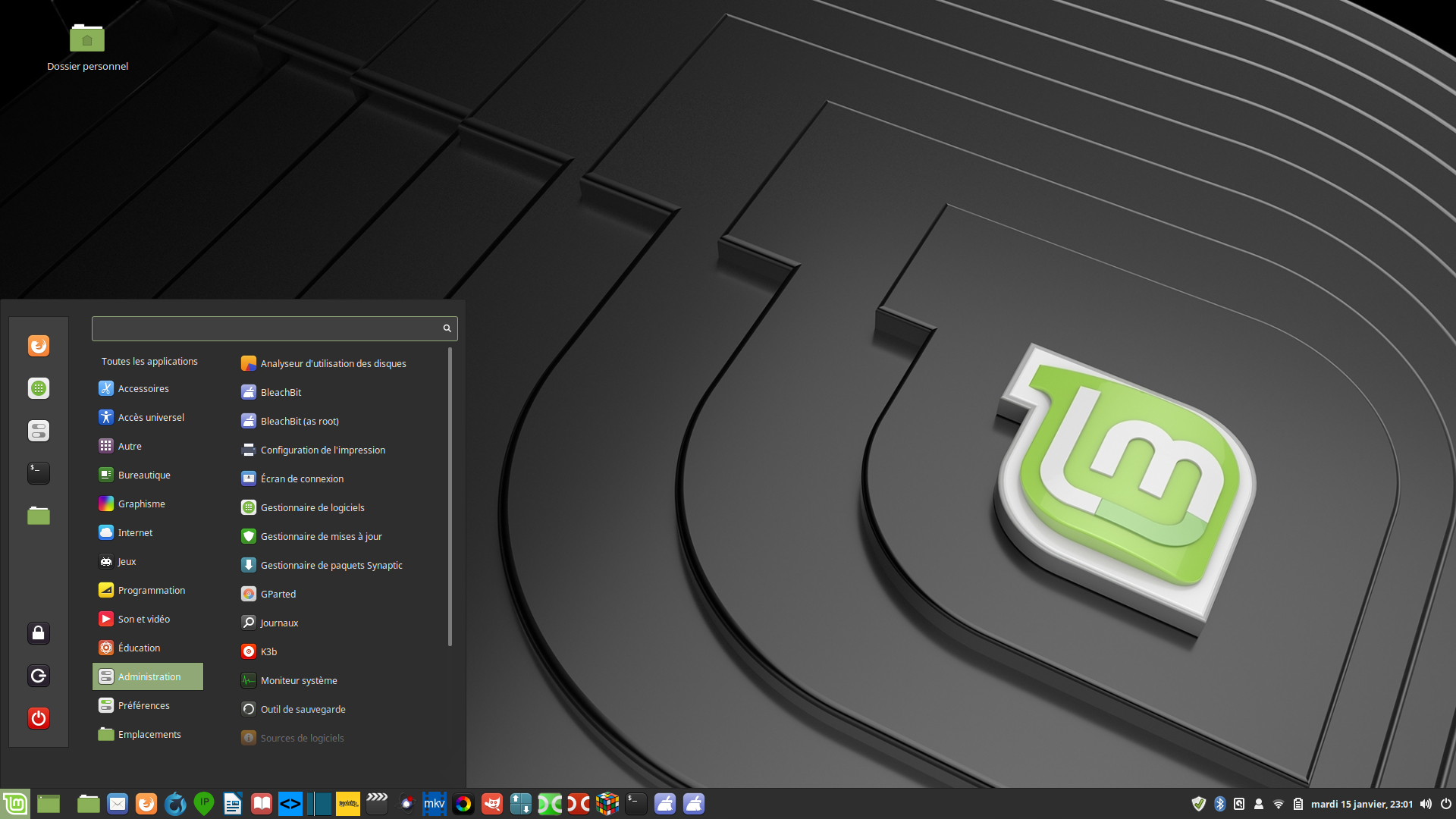
Bureau LMDE 3 «Cindy»

Édition de Linux Mint destinée à un public plus averti, basée sur la distribution Debian Stable. La dernière version LMDE 6 «Faye» est distribuée uniquement avec l'environnement Cinnamon. Contrairement à Ubuntu, l'évolution de LMDE n'est plus liée à une entreprise privée commerciale (Canonical en l’occurrence), Debian étant uniquement maintenue par la communauté et n'appartenant à personne. LMDE a ses propres dépôts de logiciels fournis par Debian et vise à tester la viabilité d'une version de Mint sans Ubuntu, en proposant un environnement presque identique à celui des autres versions de Linux Mint. Bien que basé sur les dépôts de Debian Stable, cette version de Mint bénéficie tout de même de mises à jour continues via le dépôt fourni par la distribution elle-même. Cela s'applique aussi pour les autres versions de Linux Mint et de ses composants de bureau.

### Évolution des versions LMDE
Cette version n'est pas basée sur Ubuntu, mais directement sur Debian et bénéficie de mises à jour continues.
LMDE 1
Version obsolète.
LMDE 2 "Betsy"
Version obsolète.
LMDE 3 "Cindy"
Sortie en version définitive le 31 août 2018, Cinnamon seulement. Version obsolète.
LMDE 4 "Debbie"
Sortie le 20 mars 2020, Cinnamon seulement. Version obsolète.
LMDE 5 "Elsie"
Sortie le 20 mars 2022, Cinnamon seulement.
Version obsolète.
LMDE 6 "Faye"
Sortie le 27 septembre 2023 en version stable, en 32 et 64-bit. Elle embarque le noyau 6.1, et dispose désormais des nouvelles fonctionnalités de la version 21.3.
Un outil de mise à niveau de la version 5 à la 6 est disponible en ligne de commande.
LMDE 7 "Gigi"

## Installation par LiveUSB
Linux Mint est proposé sous la forme d'un LiveUSB (ou LiveDVD). Un redémarrage permet d'essayer la distribution et de l'installer. Ce type de média n'altère en rien le(s) système(s) d'exploitation installé(s) à demeure (que ce soit Windows ou un autre système) parce qu'il utilise la mémoire vive de l'ordinateur pour simuler un disque dur ; il constitue donc un bon moyen de découvrir Linux, ou de tester la compatibilité d'un ordinateur avec une distribution sans avoir à écrire dessus (afin de tester par exemple : la reconnaissance du matériel, le bon fonctionnement des périphériques, des cartes graphique et son…).
Configuration requise pour Linux Mint Cinnamon 19.1 :
|                    | Minimum  | Recommandé |
| ------------------ | -------- | ---------- |
| Mémoire vive       | 1 Go     | 2 Go       |
| Espace disque      | 15 Go    | 20 Go      |
| Résolution d'écran | 1024×768 | 1024×768   |

À noter :
- Si l'affichage d'effets 3D est souhaité, une carte graphique possédant un processeur graphique et compatible avec Linux Mint est nécessaire. Le même conseil prévaut en cas d'utilisation de Cinnamon, qui requiert plus de ressources que ses homologues MATE et Xfce.
- Linux Mint ne prend plus en charge que l'architecture AMD64 (64 bits). En effet, l'architecture Intel x86 (32 bits) n'est plus supportée depuis Linux Mint 20. À noter que LMDE propose toujours une version 32 bits.
- Si Linux Mint est exécuté dans Virtualbox avec un écran physique de taille supérieure à 1280x960 et sous réserve d'une mémoire suffisante allouée à la carte graphique de sa machine virtuelle, Mint choisit automatiquement la résolution d'affichage la plus appropriée, à la différence d'Ubuntu.

Enfin, comme dans nombre d'autres distributions, des forums d'entraide permettent à tout utilisateur, en cas de problèmes d’installation ou d'utilisation, d'échanger avec la communauté.